# Военные преступления Японии

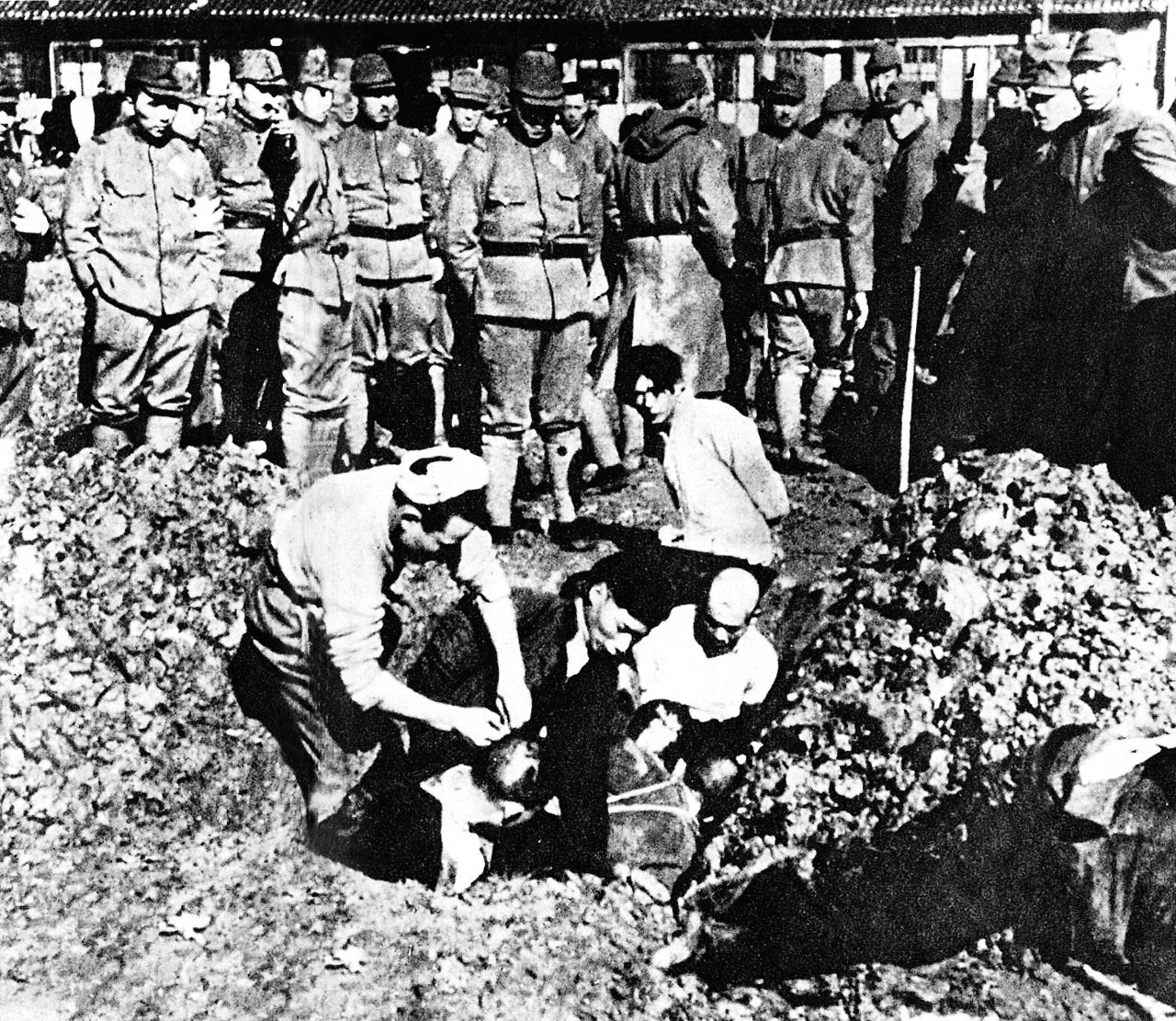
Японские военные закапывают китайцев заживо

Военные преступления Японии включают как предполагаемые, так и юридически доказанные нарушения законов ведения войны во многих странах Азии во времена господства там милитаризма, в первую очередь во время Второй японо-китайской и Второй мировой войн. Эти инциденты также называли Азиатским Холокостом и японскими военными зверствами. Некоторые военные преступления совершались военнослужащими Японской империи ещё в конце XIX века, но большинство имели место в первой половине периода Сёва, то есть в период правления императора Хирохито вплоть до капитуляции Японской империи в 1945 году.
Историки и правительства стран, оккупированных вооружёнными силами Японии, считают ответственными за убийства и другие преступления, совершённые против мирных жителей и военнопленных, Японскую императорскую армию, Японский императорский флот, и Японский императорский дом, особенно самого императора Хирохито, по данным различных источников количество жертв колеблется от 3 до 14 миллионов мирных жителей и военнопленных, посредством массовых убийств, проведения опытов на людях, голода и принудительного труда, которые были либо непосредственно совершены, либо поддержаны японскими военными и правительством. Ряд японских солдат признались в совершении этих преступлений. Лётчики ВВС Императорской армии Японии и флотских ВВС не были включены в число военных преступников, так как в тот период в международном праве не существовало позитивной или специальной обычной нормы международного гуманитарного права, которая запрещала бы незаконное поведение ВВС. Однако японская авиация во время войны принимала участие в химических и биологических атаках в Китае и за его пределами, а использование такого оружия было запрещено Гаагскими конвенциями (1899 и 1907 годов), которые запрещали использовать на войне «яды или отравленное оружие».
С 1950-х годов высшие должностные лица Японии выступили со множеством извинений за военные преступления своей страны. Министерство иностранных дел Японии заявило, что страна сознаёт свою роль в причинении «ужасного ущерба и страданий» во время Второй мировой войны, особенно в отношении захвата японской армией Нанкина, в ходе которого произошли массовые убийства, изнасилования и случаи мародёрства. Однако некоторые высокопоставленные члены Либерально-демократической партии в японском правительстве, такие, как бывшие премьер-министры Дзюнъитиро Коидзуми и Синдзо Абэ, совершали визиты и молились в храме Ясукуни, который прославляет осуждённых военных преступников класса А вместе с другими погибшими японскими военными. Некоторые японские учебники истории содержат только краткие ссылки на различные военные преступления, а члены Либерально-демократической партии, например, Синдзо Абэ, отрицали некоторые из военных жестокостей, например, принуждение женщин к работе на «станциях утешения» в качестве секс-рабынь.

## Определения

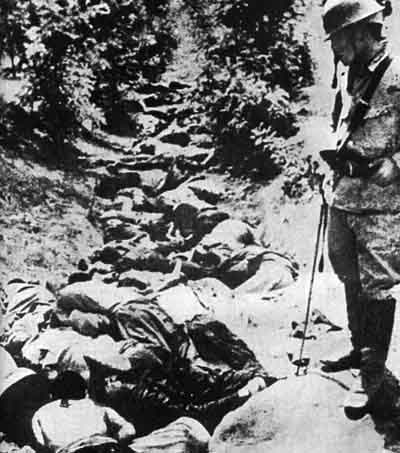
Сюйчжоу, Китай, 1938. Канава с телами китайских гражданских лиц, убитых японскими солдатами

Военные преступления были определены в Токийской хартии Международного военного трибунала для Дальнего Востока как «нарушения законов и обычаев ведения войны», что включает в себя преступления против комбатантов и нонкомбатантов противника. Военными преступлениями также являются намеренные нападения на граждан и собственности нейтральных государств, так как они считаются нонкомбатантами — таким преступлением стало нападение на Пёрл-Харбор. Военнослужащих Японской империи обвиняли и осуждали в судах за совершение многих подобных актов в исторический период, когда в Японии господствовали империализм и экспансионизм — с конца XIX по середину XX столетия. Они были обвинены в серии нарушений прав человека в отношении гражданских лиц и военнопленных в Восточной Азии и западной части Тихоокеанского региона. Эти инциденты достигли пика во время Второй японо-китайской войны 1937-45 годов и военных действий на Азиатском и Тихоокеанском театрах Второй мировой войны (1941-45). Кроме того, японский военный и гражданский персонал, корейцы и тайваньцы, принуждённые служить в Японской императорской армии, были признаны виновными в совершении военных преступлений во время своей службы в её рядах.

### Международное и японское право
Япония не подписала Женевскую конвенцию 1929 года об обращении с военнопленными (за исключением конвенции Женевской конвенции о больных и раненных), хотя в 1942 году пообещала придерживаться её положений. Совершённые преступления подпадали под действие и других международных и японских законов. Например, многие преступления, имевшие место во время Второй мировой войны, нарушали японское военное право и подпадали под юрисдикцию военных судов согласно ему же. Империя также нарушала подписанные Японией международные соглашения, включая положения Гаагских конвенций, такие как защита военнопленных и запрет на использование химического оружия, Конвенции о принудительном труде 1930 года, запрещавшей его, Конвенции о торговле женщинами и детьми 1921 года, запретившей траффикинг, и другие соглашения. Японское правительство подписало и Пакт Бриана — Келлога (1929), таким образом сделав свои действия в 1937—1945 подпадающими под определение преступлений против мира, что затем использовалось на Токийском процессе для осуждения военных преступников «класса А». Преступники «класса B» были непосредственными исполнителями преступлений, а «преступники класса C» — совершившие преступления против человечности. Японское правительство после окончания войны также приняло положения и термины Потсдамской декларации (1945), включая положения Статьи 10 этого документа о наказании «всех военных преступников, включая тех, кто наблюдал жестокости в отношении наших пленных».
Японское законодательство не признаёт осуждённых на послевоенных процессах преступниками несмотря на тот факт, что правительство страны приняло приговоры соответствующих судов, в том числе при подписании Договора в Сан-Франциско (1952). Причина этого в том, что договор не устанавливает для созданных трибуналов легального статуса в национальном праве. Если бы Япония признала таковой, военные преступники смогли бы подавать апелляции в японские суды. Для международных дипломатических кругов это было неприемлемым. Премьер-министр Синдзо Абэ защищал позицию, согласно которой Япония приняла Токийский трибунал и его решения как условие окончания войны, но его приговоры не имеют отношения к национальному праву. Согласно этому мнению, осуждённые трибуналом не являются преступниками по праву Японии.

### Исторические и географические рамки
Вне Японии приняты очень разные временные рамки для периода, когда её войсками совершались военные преступления. К примеру, выполнение Договора о присоединении Кореи к Японии обеспечивалось японскими вооружёнными силами, а общество Чосон с падением последней корейской династии было переключено на управление через политическую систему Японская империя. Таким образом, КНДР и Южная Корея относят к военным преступлениям Японии события, происходившие в аннексированной Корее.
Для сравнения, западные державы-союзники до 1941 не вступали в военный конфликт с Японией, поэтому американцы, австралийцы, жители юго-восточной Азии и европейцы под «военными преступлениями Японии» могут понимать события, имевшие место в 1941—1945 годах.
Военные преступления Японии не всегда совершались этническими японцами. В каждой из оккупированных стран Азиатско-Тихоокеанского региона находилось небольшое меньшинство коллаборационистов, сотрудничавших с японской армией или даже служивших в ней по разным причинам, от экономических и принуждения, до антипатии к другим империалистическим державам.
Японский суверенитет над Кореей и Формозой в первой половине XX века признавался международными договорами — Симоносекским (1895) и об аннексии Кореи (1910). В тот период эти территории рассматривались как часть Японской империи. С точки зрения современного международного права, Японо-Корейский договор об аннексии может рассматриваться как незаконный, так как мнение местного населения при его заключении не учитывалось, имело место вооружённое сопротивление японцам, а военные преступления могли также совершаться в ходе гражданских войн.

## Предыстория

### Японская военная культура и империализм
До и во время Второй мировой войны военная культура оказывала огромное влияние на поведение японских военнослужащих. После Реставрации Мэйдзи и падения Сёгуната Токугава император находился в фокусе лояльности военных. В течение всего так называемого «периода империи» в конце XIX века Япония шла по стопам других держав в построении империи, добиваясь этой цели агрессивными методами.
В отличие от многих других великих держав, Япония не подписала Женевскую конвенцию—также известную как Конвенция об обращении с военнопленными, Женева, 27 июля 1929—которая была версией Женевских соглашений, регулировавшей обращение с военнопленными во время Второй мировой войны. Тем не менее, Япония ратифицировала Гаагские конвенции 1899 и 1907 годов, которые содержали положения, касающиеся военнопленных и Имперскую Прокламацию (1894), утверждавшую, что японские солдаты должны делать всё возможное для победы в войне без нарушений международного права. По данным историка Юки Танаки, во время Первой японо-китайской войны японцы освободили 1790 китайских пленных, не причинив им вреда, когда те подписали обязательство больше не воевать с Японией. После Русско-японской войны (1904-05) все 79367 пленных солдат и офицеров Российской империи были отпущены, а их труд оплачен в соответствии с Гаагской конвенцией. Поведение японских войск во время Первой мировой войны (1914-18) также было во всяком случае никак не менее гуманным, чем военнослужащих других держав, а некоторые немецкие военнопленные даже нашли жизнь в Японии настолько сносной, что остались там после войны.

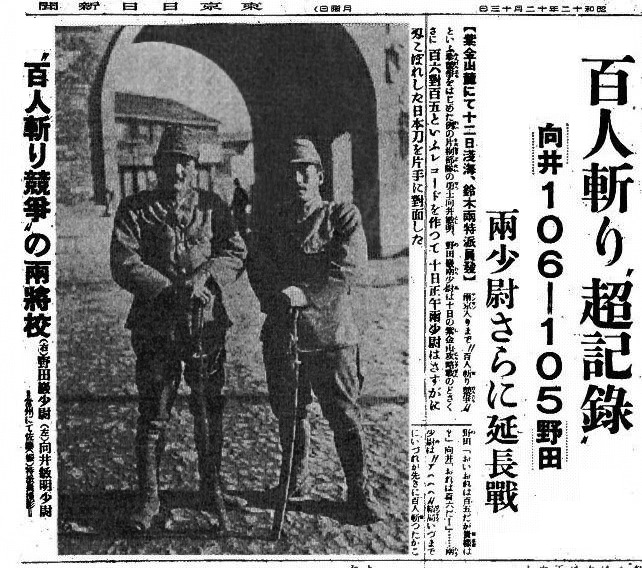
Двое японских офицеров, Тосиаки Мукаи и Цуёси Нода соревнуются, кто быстрее сможет убить 100 человек при помощи меча. Набранный жирным заголовок переводится как: «'Невероятный счёт' (в состязании в убийстве ста человек мечом)—Мукаи 106—105 Нода—оба вторых лейтенанта будут участвовать в дополнительных иннингах».

### События 1930-х и 1940-х годов
К середине 1930-х рост милитаризма в Японии создал, как минимум, внешнее сходство между японской военной культурой и таковой в элитных частях Нацистской Германии, Waffen-SS. В Японии была собственная военная тайная полиция, являвшаяся частью национальной армии и известная как кэмпэйтай. Деятельность сотрудников кэмпэйтай на оккупированных Японией территориях наводила ужас на местное население, поскольку носила откровенно террористический характер и сопровождалась грубейшими нарушениями прав человека и совершением множества военных преступлений. Кроме того, чины кэмпэйтай обеспечивали охрану т. н. отряда 731 и отряда 100, которые производили бесчеловечные опыты над заключёнными, воспроизводила нацистскую Гестапо, играя ту же роль на аннексированных и оккупированных территориях с той только разницей, что она существовала уже примерно за десятилетие до рождения Гитлера.
Явные провалы или недостаточная преданность императору влекли за собой наказание, нередко физическое. Армейские офицеры применяли насилие к подчинённым, избивая их, а те делали то же самое с рядовыми, и так вниз по цепочке командования до самого её конца. В лагерях военнопленных это значило, что последние подвергались наиболее жестоким избиениям, отчасти из-за веры в пользу подобной реакции на неповиновение.

## Преступления
В течение 1930-х и 1940-х годов японские вооружённые силы часто сравнивали с Нацистской Германией (1933—1945) из-за самого масштаба причиняемых ими страданий. Большая часть полемики о роли японской армии во Второй мировой войне вращается вокруг уровня смертности среди военнопленных и гражданских лиц, находившихся в руках японцев или под японской оккупацией. Историк Стерлинг Сигрейв писал:
Установление точного числа погибших жертв военных преступлений Японии затруднительно по нескольким интересным причинам, имеющим отношение к западному восприятию. И американцы, и европейцы имеют дурную привычку рассматривать Первую и Вторую мировые войны как разные конфликты, не понимая, что они пересекались множеством путей (не только в том смысле, что одна была результатом другой или в контексте поведения победителей в первой). Дополнительные сложности создаёт то, что американцы уверены, будто в Азии Вторая мировая началась с нападения на Пёрл-Харбор, а британцы думают то же самое об атаке на Сингапур. Китайцы поправили бы это мнение, сказав об инциденте на мосту Марко Поло как об отправной точке событий или же о произошедшем ранее захвате Японией Маньчжурии. В реальности всё началось в 1895 с убийства японцами корейской королевы Мин и вторжения в Корею, в результате чего последняя была адсорбирована Японией, а вскоре произошёл и захват южной Маньчжурии и так далее - что и создало ситуацию, при которой Япония воевала в 1895–1945. До 1895 Япония лишь совершила краткое вторжение в Корею при сёгунате, задолго до Реставрации Мэйдзи, и это вторжение провалилось
Согласно результатам расследования Токийского трибунала, уровень смертности среди военнопленных из стран Азии, удерживавшихся Японией, составил 27,1 %. Таковой для китайских военнопленных был много больше, так как в соответствии с директивой императора Хирохито от 5 августа 1937 года ограничения, накладываемые международным правом для этой категории пленных были устранены. После капитуляции Японии было освобождено всего 56 китайских военнопленных. После 20 марта 1943 японский флот имел приказ казнить всех пленных, взятых (или подобранных) в море.

### Нападения на нейтральные державы

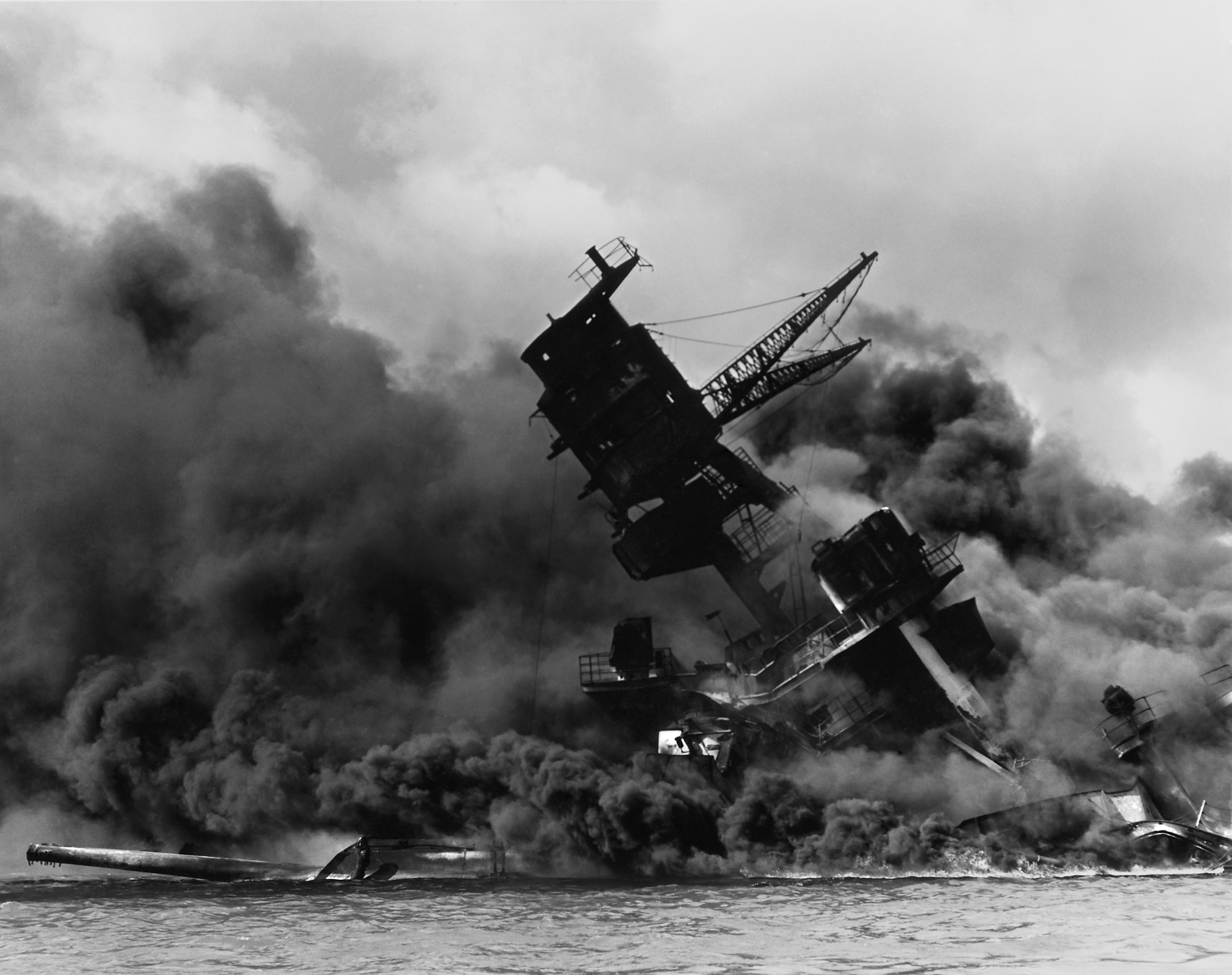
USS Arizona (BB-39) горит во время японской атаки на Пёрл-Харбор

Статья 1 Гаагской конвенции 1907 года «III — Начало боевых действий» запрещает начинать боевые действия с нейтральными странами «без предварительного и ясного предупреждения в форме либо мотивированного объявления войны или ультиматума с обусловленным объявлением войны», а Статья 2, следующая за ней, гласит «о возникшем состоянии войны без промедления должны быть оповещены нейтральные державы, и оно не должно оказывать на них воздействия вплоть до получения уведомления, которое, однако, может быть отправлено по телеграфу». Японские дипломаты намеревались проинформировать правительство США о войне за 30 минут до атаки на Пёрл-Харбор 7 декабря 1941, но оно было доставлено только через час после окончания атаки. Токио передал содержащий 5000 слов текст уведомления (известный как «сообщение из 14 частей» или «14-Part Message») в двух частях своему послу в США, но расшифровка этого сообщения заняла у последнего слишком много времени, и оно не было доставлено вовремя. Текст содержал предупреждение американским официальным лицам о том, что мирные переговоры между Японией и США вероятно будут прекращены, а не объявление войны. Японские официальные лица при этом знали, что «сообщение из 14 частей» не является объявлением войны, каким оно должно было быть согласно Гаагской декларации 1907 года. Они решили не передавать ясного сообщения из опасений, что это позволит произойти утечке сведений о секретной операции и американцы узнают о ней. Некоторые адепты теорий заговора заявляли, что президент США Франклин Делано Рузвельт сознательно позволил атаке случиться, чтобы создать предпосылку для войны, но никаких достойных доверия доказательств такого мнения представлено не было. На следующий день после нападения на Пёрл-Харбор Япония объявила войну США и Великобритании, а США в тот же день в ответ объявили войну Японии.
Одновременно с бомбардировкой Пёрл-Харбора 7 декабря 1941 (по времени Гонолулу), Япония вторглась в британскую колонию Малайю и подвергла бомбардировке Сингапур и Гонконг, опять же, без объявления войны или ультиматума. Как США, так и Великобритания были нейтральны, когда Япония атаковала их территорию без ясного предупреждения и объявления состояния войны.
США официально классифицирует всех 3649 погибших в Пёрл-Харборе — военных и гражданских — а также уничтожение военного имущества там как некомбатантов, так как в момент нападения между странами не было состояния войны. Джозеф Кинан, главный прокурор Токийского процесса, говорил, что атака на Пёрл-Харбор не только была проведена без объявления войны, но также являлась предательской и коварной. Непосредственно перед ней всё ещё шли мирные переговоры и американцы были шокированы, когда японские самолёты нанесли удар по кораблям. На примере этого нападения Кеннан объясняет концепцию агрессивного и преступного развязывания войны:
Концепция агрессивной войны не может быть объяснена через научную формулу или описана в объективных терминах естественных наук. Агрессивная война это не совсем объективный факт, который можно рассмотреть и определить, как в материальном праве. Это скорее деятельность, включающая нечестность между нациями, возрастающая до уровня преступности из-за собственных разрушительных влияний на обстановку в международном праве. Несправедливость агрессивной войны преступна в наибольшей возможной степени, что проистекает как из воли агрессора нанести вред, так и из проявляющихся в результате негативных эффектов ожесточения... Несправедливые войны это именно преступления, а не просто деликты или нарушения договоров. Такой акт включает сознательное, намеренное и неоправданное лишение жизни, нанесение увечий, уничтожение собственности - то, что считается преступным в праве любой цивилизованной нации... Нападение на Пёрл-Харбор нарушало пакт Бриана-Келлога и Третью Гаагскую конвенцию. Более того, оно также шло вразрез со Статьей 23 дополнения к Четвёртой от октября 1907... Но эта атака не только стала причиной гибели тысяч людей. Не только привела к уничтожению имущества. Это был противоправный акт, подрывающий надежду мира на мир. Когда страна прибегает к обману и предательству, используя периоды переговоров и сами переговоры как завесу для маскировки вероломного нападения, речь идёт о ярком примере преступления всех преступлений
Адмирал Ямамото, спланировавший нападение на Пёрл-Харбор, полностью осознавал, что если Япония проиграет войну его за это будут судить как военного преступника (хотя он был убит при проведении ВВС США операции «Месть» в 1943 году). На Токийском процессе премьер-министр Хидэки Тодзио; Того, Сигэнори, министр иностранных дел; Сигэтаро Симада, министр ВМФ и Осами Нагано, глава генерального штаба ВМФ, были обвинены в преступлениях против мира (пункты обвинения 1-36) и убийстве (обвинения 37-52) в связи с нападением на Пёрл-Харбор. Обвинённый также в военных преступлениях и преступлениях против человечности (обвинения 53-55), Тодзио стал одним из семи японских лидеров, приговорённых к смерти и повешенных в 1948, Того получил 20 лет лишения свободы, Симада был приговорён к пожизненному заключению, а Нагано скончался от естественных причин во время суда в 1947.
Годы спустя многие японские националисты возражали, что нападение на Пёрл-Харбор было оправданным актом самообороны в ответ на эмбарго на поставки горючего Японии, введённое Соединёнными Штатами. Большинство историков и исследователей согласны в том, что нефтяное эмбарго не может служить оправданием для использования военной силы против иностранного государства, так как существует явная разница между пониманием того, что нечто важно для благосостояния нации и признанием того, что угроза настолько велика, чтобы прибегнуть к вооружённому насилию, чего не принимала в расчёт Япония. Японский исследователь и дипломат Такэо Игути, утверждает, что «с точки зрения международного права сложно утверждать, что осуществление права на самооборону против экономического давления может быть признано обоснованным». Хотя Япония осознавала, что её мечты о дальнейшей экспансии разобьются об американское эмбарго, эта «необходимость» не могла сделать пропорциональным ущерб, нанесённый Тихоокеанскому флоту США в Пёрл-Харборе, который японские военные старались сделать настолько значительным, насколько это только было возможно.

### Массовые убийства
Рудольф Руммель, профессор политологии Гавайского университета, предполагает, что в 1937—1945 годах японские военные убили от 3 до 10 миллионов человек, наиболее вероятной цифрой называя 6 миллионов китайцев, корейцев, малайзийцев, жителей Индонезии, Филиппин и Индокитая, а также других, включая военнопленных западных держав. По Руммелю, «Этот демоцид [то есть, смерть, причинённая правительством] произошёл из-за морального банкротства политической и военной стратегии военной целесообразности и обычаев, а также национальной культуры». По мнению профессора, только в Китае в 1937—1945 примерно 3,9 миллиона китайцев, в основном гражданских, было убито непосредственно в ходе японских операций и ещё 10.2 миллиона пало в ходе всей войны. Самым печально известным инцидентом этого периода стала Нанкинская резня 1937—1938, в которой, согласно выводам Международного военного трибунала для Дальнего Востока, японская армия уничтожила 300 000 гражданских лиц и военнопленных, хотя споры о точном количестве продолжаются и обычно называют сотни тысяч.
Во время Второй японо-китайской войны японцы практиковали то, что получило название «политики убийств» (англ. «killing policy»), в том числе против таких меньшинств, как китайских мусульман-хуэй. По данным исследователя Лэй Ваня, «В деревне хуэй в уезде Гаоченг провинции Хэбэй, японцы схватили 20 мужчин, из которых отпустили за выкуп только двух младших, а остальных 18 закопали в землю живыми. В деревне Мэнцунь в Хэбэе японцы убили более 1300 хуэй за три года оккупации этой местности». Мечети также осквернялись и уничтожались японцами, кладбища хуэй ждала та же участь. После Нанкинской резни мечети Нанкина оказались заполнены трупами. Многие китайские мусульмане во время Второй японо-китайской войны сражались против Японии.
Уезд мусульман-хуэй Дачанг подвергся резне.
Манильская резня в феврале 1945 унесла жизни 100 000 гражданских на Филиппинах. Утверждается, что как минимум каждый 20-й филиппинец погиб от рук японцев за время оккупации. В Сингапуре в феврале-марте 1942 произошло массовое убийство, которое классифицирую как систематический геноцид предположительно враждебных японцам китайских жителей Сингапура. Ли Кван Ю, экс-премьер-министр, в интервью National Geographic сказал, что погибли 50-90 тысяч человек, а по словам генерал-майора Кавамуры Сабуро всего погибло 5000 человек.
Происходили и другие расправы над гражданскими, к примеру, Резня в деревне Калагон. Целями японской агрессии становились как китайцы-хуацяо, жившие в странах Юго-Восточной Азии, так и европейские диаспоры. Первые страдали из-за комплекса превосходства, по причине исторического противостояния двух стран и влияния китайской культуры, существовавшей среди туземных культур Юго-Восточной Азии, а последние из-за расизма в форме паназиатизма и желания продемонстрировать жителям региона бессилие и беззащитность бывших колонизаторов-европейцев. На Калимантане японцы казнили всех малайских султанов и уничтожили малайскую элиту во время резни в Понтианаке. Во время Джесселтонского восстания японцы убили тысячи коренных жителей, японская оккупация Британского Борнео почти стёрла с лица земли мусульманское население прибрежных островов. Во время японской оккупации Филиппин, когда некоторые представители народов Моро в лице джихадистов с мечами совершали самоубийственные нападения на оккупантов, японцы в ответ казнили всю семью или всех жителей деревни такого народного мстителя.
Историк Мицуёси Химэта сообщает, что с 1942 по 1945 год в Китае применялась «политика трёх „всех“», ставшая причиной гибели «более 2,7 миллионов» мирных жителей. Эта тактика выжженной земли, санкционированная лично Хирохито, заключалась в том, что японским силам предписывалось «убивать всех, жечь всё и грабить всё». Захваченные японцами граждане западных держав — военнопленные и гражданские — также становились жертвами массовых убийств:
- Резня в больнице Александра[англ.]
- Сражение за Амбон[70]
- Резня на острове Банка[англ.][71]
- Резня в Парит-Сулонге
- Массовое убийство в лагере Пуэрто-Принсеса
- Массовое убийство команды корабля SS Behar[англ.]
- Массовое убийство команды корабля SS Tjisalak[англ.] (резня совершена экипажем японской подлодки I-8[англ.])
- Битва за остров Уэйк#Плен
- Резня на Тинте[англ.]
- Батаанский марш смерти
- Массовое убийство команды Синъё-мару[англ.]
- Резня на острове Сулуг[англ.]
- резни в Понтианаке[англ.]

### Эксперименты над людьми и биологическое оружие

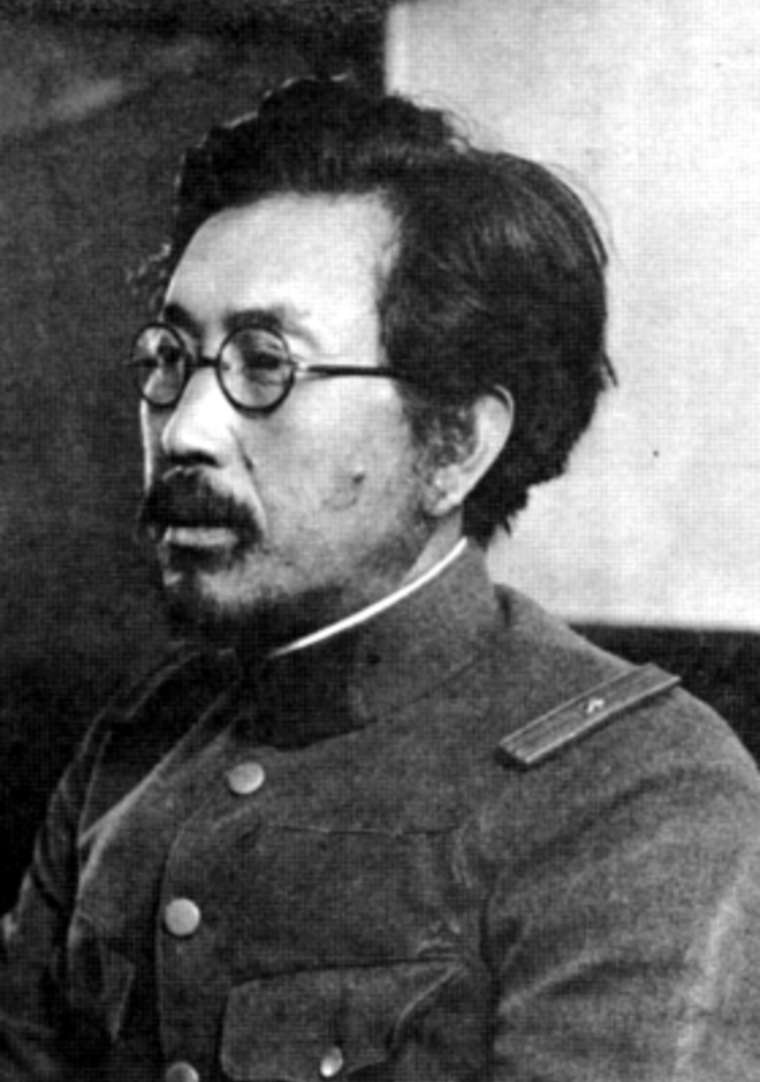
Сиро Исии, командир Отряда 731

В Китае специальные отряды японцев проводили эксперименты над людьми, гражданскими и военнопленными. Один из наиболее печально известных подобных отрядов — Отряд 731 под командованием Сиро Исии. Это соединение было создано по приказу самого Хирохито.
Чтобы выяснить, как лечить обморожения, пленных выводили на улицу в холодную погоду и оставляли там с обнажёнными руками, периодически обливая водой, пока они не замерзали. Затем руку ампутировали. Врач повторял эту операцию сначала до локтя, а затем до плеча. После ампутации обеих рук, врачи переходили к ногам, пока не оставались только голова и туловище. Затем жертва использовалась для экспериментов с чумой и другими патогенами
Аналогичной деятельностью применительно к домашним животным и сельскохозяйственным культурам занимался и «Отряд 100». Также на «Отряд 100» возлагались задачи по производству бактериологического оружия и проведению диверсионных мероприятий. Основная база «отряда 100» находилась в 10 километрах южнее Синьцзина в местечке Мэнцзятунь. «Отряд 100» был несколько меньше «Отряда 731», штат его сотрудников насчитывал 800 человек.
Согласно одному из подсчетов, только эксперименты Отряда 731 стоили жизни 3000 человек. А согласно выводам Международного симпозиума по преступлениям с использованием бактериологического оружия 2002 года, количество погибших от бактериологического оружия и экспериментов японской армии составляет около 580 000. По другим источникам речь идёт о «десятках тысяч, возможно, до 400 000 китайцев, погибших от бубонной чумы, холеры, сибирской язвы и других заболеваний…» в результате применения биологического оружия. Высшим офицерам Отряда 731 не были предъявлены обвинения в совершении военных преступлений в обмен на предоставление результатов своих опытов США. Сообщалось, что они заняли ответственные должности в японской фармацевтической промышленности, медицинском образовании и министерстве здравоохранения страны.
Одна из серий экспериментов над людьми произошла непосредственно в Японии. Минимум 9 из 11 членов экипажа американского бомбардировщика B-29 Superfortress, разбившегося на Кюсю 5 мая 1945, выжили. Это был самолёт и экипаж лейтенанта Марвина Уоткинса англ. Marvin Watkins из 29-й бомбовой группы 6-й эскадрильи бомбардировщиков. Командир был отделён от экипажа и отправлен в Токио для допроса, в то время как остальные направлены на отделение анатомии Университет Кюсю в Фукуоке, где они подверглись вивисекции или были убиты.
В последние месяцы Второй мировой войны Япония планировала использовать чуму в качестве биологического оружия против гражданского населения США в Сан-Диего, штат Калифорния в рамках операции под названием Операция «Ночная сакура». Японцы надеялись, что чума вызовет панику среди американцев и США, и руководство страны решит не нападать на Японию. План должен был быть реализован ночью 22 сентября 1945, но Япония капитулировала за пять недель до этой даты.
11 марта 1948 тридцать человек, включая нескольких врачей и одну медсестру были отданы союзниками под суд по обвинению в военных преступлениях. Обвинения в каннибализме были сняты, но 23 человека были признаны виновными в вивисекции и ампутациях частей тела. Пятерых приговорили к смерти, четверых к пожизненному заключению, остальные получили меньшие сроки. В 1950 году военный губернатор Японии генерал Дуглас МакАртур отменил все смертные приговоры и существенно сократил приговорённым сроки заключения. После 1958 года все преступники из этой группы были уже на свободе. Многие же ответственные за вивисекционные опыты и вовсе не были отданы под суд в обмен на информацию об экспериментах.
В 2006 бывший офицер военно-медицинской службы японской армии Акира Макино заявил, что в качестве продолжения своего обучения получил приказ провести вивисекцию на 30 гражданских заключённых на Филиппинах с декабря 1944 по февраль 1945. Хирургические операции включали проведение ампутаций. Большинство его жертв были мусульманами-моро. Кэн Юаса, бывший военный врач в Китае, также признался в схожих инцидентах, в которых его вынудили участвовать.

### Использование химического оружия
По данным историков Ёсиаки Ёсими и Кэнтаро Аваи, во время Второй японо-китайской войны химическое оружие, такое, как слезоточивый газ, спорадически использовалось в 1937, но уже в начале 1938 Японская императорская армия начала полномасштабно использовать фосген, хлорин, люизит и хлорпикрин (красный), и, с середины 1939, горчичный газ (жёлтый) против как Гоминьдана, так и китайских коммунистов.
По данным Ёсими и Сэйи Мацуно, император Хирохито подписал ряд приказов о применении химического оружия в Китае. Например, во время Сражения при Ухане с августа по октябрь 1938, он разрешил использование токсичных газов в 375 случаях, несмотря на запрет Гаагской декларации 1899 года «IV, 2 — Декларация об использовании снарядов, начинённых удушающими или вредными газами» и Статьи 23 (a) Гаагской конвенции 1907 «IV — Законы и обычаи войны на суше». Резолюция, принятая Лигой Наций 14 мая, осудила использование газов Японией.
Другим примером стала Битва за Цзаоян и Ичан в октябре 1941, во время которой 19-й артиллерийский полк оказал помощь 13-й бригаде 11-й японской армии, выпустив по противнику 1000 снарядов с жёлтым и 1500 с красным газом. Местность была переполнена китайскими гражданскими лицами, которым некуда было бежать. Из 3000 находившихся в зоне поражения китайских солдат пострадали 1600. Японский рапорт сообщает, что «эффект от применения газа существенный».
В 2004 году, Ёсими и Юки Танака нашли в австралийских архивах документы, свидетельствующие о том, что цианид (в форме газа) испытывался на австралийских и голландских военнопленных на островах Кай (Индонезия) в ноябре 1944.

### Пытки военнопленных

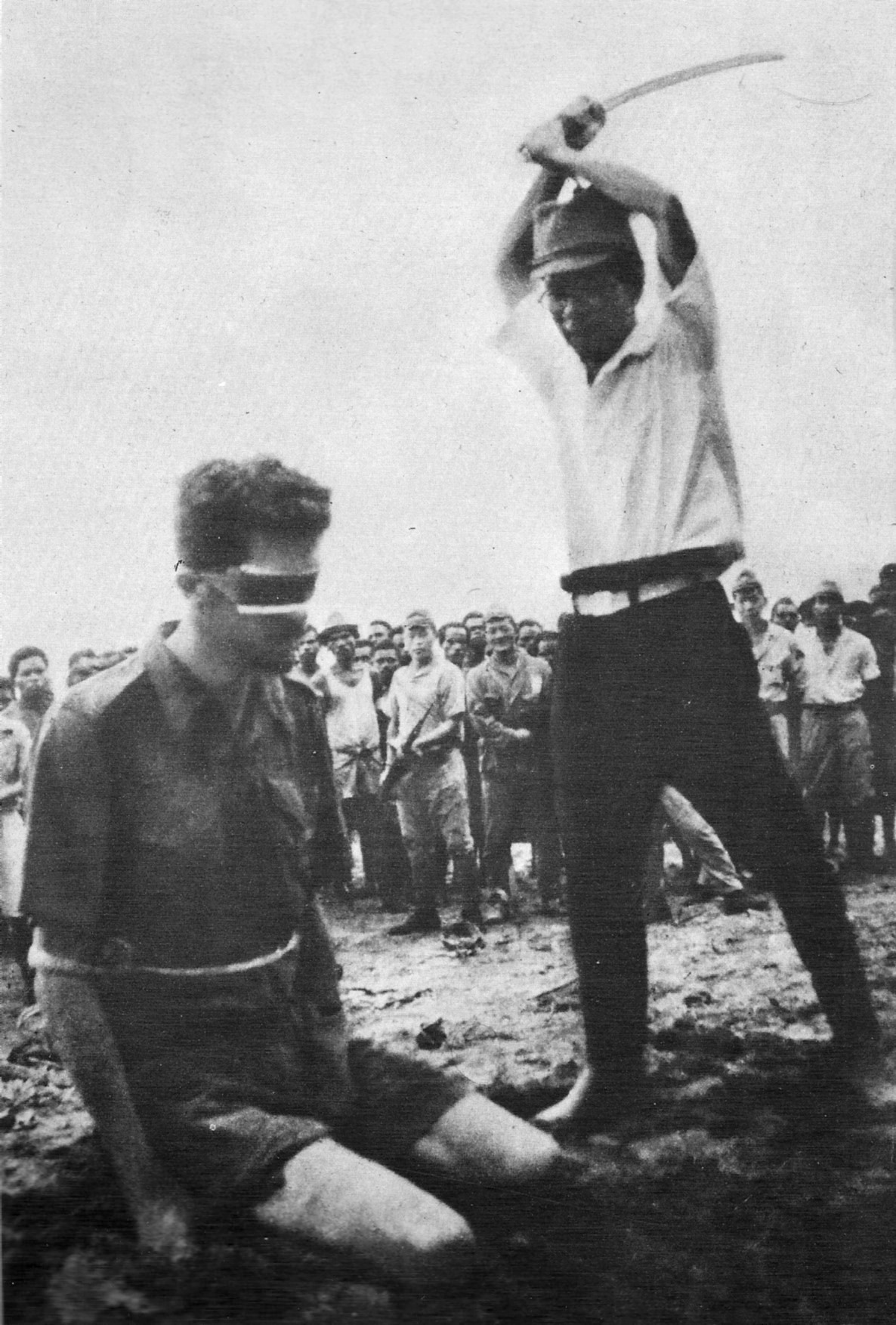
Австралийский военнопленный, сержант Леонард Сиффлит, захваченный на Новой Гвинее, перед тем, как японский офицер отрубит ему голову катаной, 1943

Японская императорская армия активно использовала пытки пленных, обычно для быстрого получения разведывательной информации. После пыток пленных часто казнили. Вот что сообщает об этом бывший японский офицер, служивший в Китае, Уно Синтаро:
Основным способом получения разведывательной информации были допросы пленных. Пытки были неизбежной необходимостью. Затем естественным порядком было их убийство и погребение. Ты делаешь это, чтобы об этом не узнали. Я верил в то, что делал и делал это потому, что был уверен в этом. Мы исполняли свой долг так, как учили наши наставники. Мы делали это для блага нашей страны. Это был наш долг верности нашим предкам. На поле боя мы никогда не считали китайцев людьми. Когда ты побеждаешь, проигравшие выглядят действительно ничтожно. Мы считали, что люди расы ямато [т.е. японцы] выше
Однако вера в эффективность пыток как метода получения достоверных сведений могла сослужить Японии дурную службу. После атомной бомбардировки Хиросимы и Нагасаки во время Второй мировой войны японские военные пытали захваченного американского пилота P-51 по имени Маркус Макдилда (англ. Marcus McDilda). Они хотели узнать, сколько ядерных бомб есть у Союзников и каковы будущие цели, по которым их планируется применять. Макдилда, который ничего не знал ни об атомной бомбе, ни о Манхэттенском проекте, «признался» под пытками, что США имеют 100 ядерных бомб, а следующие цели — Токио и Киото. Ложное признание пилота могло повлиять на решение лидеров Японии капитулировать.

### Казни и убийства членов экипажей самолётов Союзников

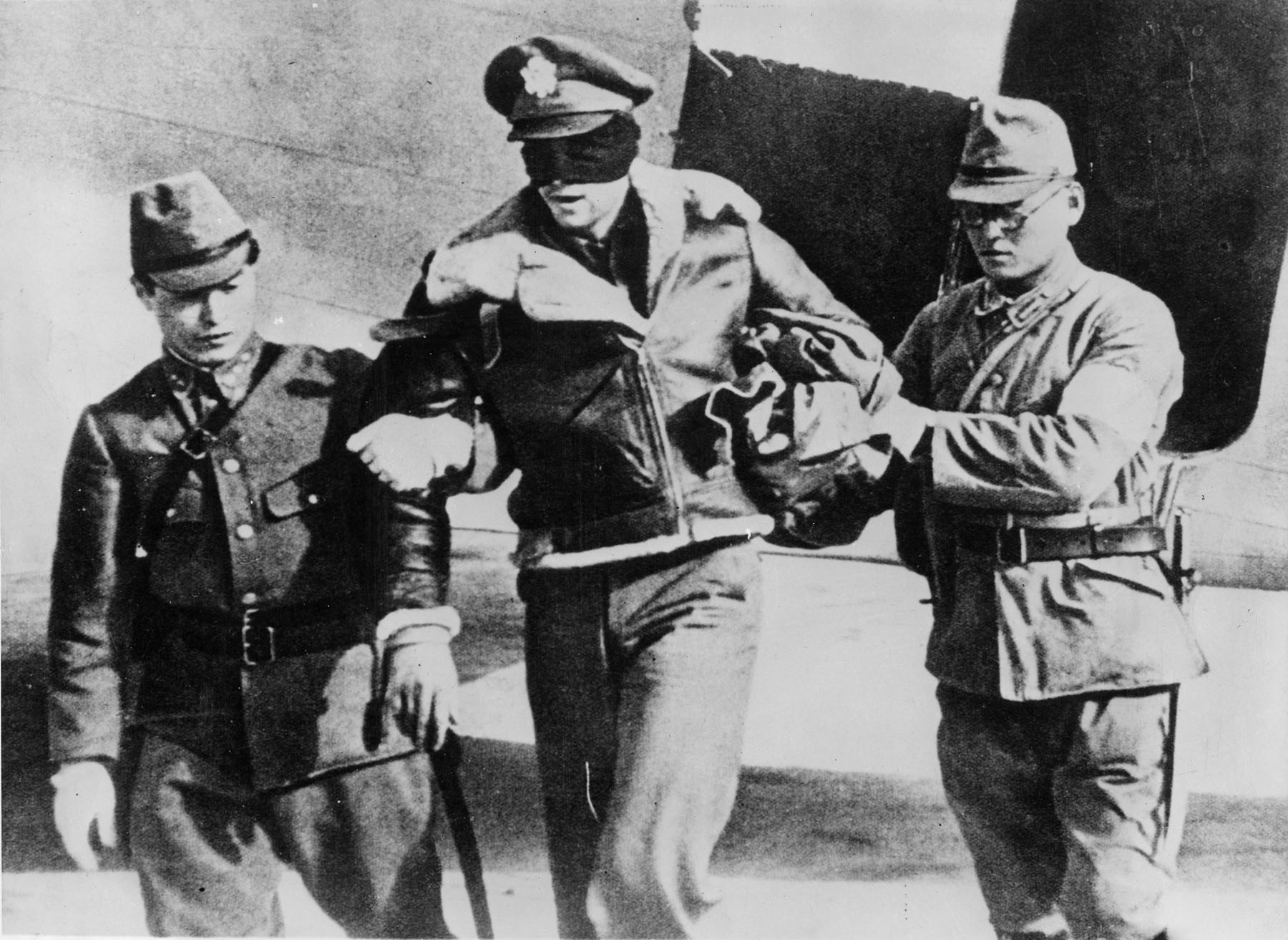
Захваченный в 1942 участник Рейда Дулиттла с повязкой на глазах

Многие лётчики союзников, захваченные японцами на земле или подобранные в море, были казнены в соответствии с официальной политикой правительства страны. Во время Битвы за Мидуэй в июне 1942, три американских лётчика, которые были сбиты и приземлились в море, были замечены и захвачены японскими судами. После коротких допросов, двое из них были убиты, а их тела привязаны к пятигалонным керосиновым канистрам, наполненным водой и сброшены в море с эсминца Макигумо; третий был убит и сброшен за борт с эсминца Араси.
13 августа 1942 Япония приняла Закон о вражеских лётчиках, в соответствии с которым взятые в плен пилоты, бомбившие невоенные цели на Тихоокеанском театре военных действий Второй мировой войны, подлежали суду и наказанию несмотря на отсутствие в международном праве какого-либо регулирования использования воздушных вооружений. Этот закон стал ответом на Рейд Дулиттла, осуществлённый 18 апреля 1942 года, во время которого бомбардировщики B-25 под командованием Джимми Дулиттла нанесли бомбовый удар по Токио и другим городам Японии. В соответствии с Гаагской конвенцией 1907 года (единственной ратифицированной Японией конвенцией, регулирующей вопросы обращения с военнопленными), любые военные, захваченные противником на земле и на море должны были получать статус военнопленных и не могли быть наказаны только за то, что были комбатантами. Восемь членов экипажей самолётов Дулиттла, схваченные после приземления в Китае (и не знавшие о существовании Закона о вражеских лётчиках) стали первыми из экипажей самолётов Союзников, представшими перед судом кенгуру в Шанхае в соответствии с этим законом. Их обвинили в предполагаемом (хотя и не доказанном) участии в обстреле японского гражданского населения во время Рейда Дулиттла. Восьми членам экипажа не дали возможности защищать себя на суде. Несмотря на отсутствие доказательств, они были признаны виновными в участии в военно-воздушной операции против Японии. Для пяти из восьми смертные приговоры были заменены на пожизненное заключение, трёх других отвезли на кладбище за пределами Шанхая, где они были расстреляны японцами. Это произошло 14 октября 1942 года.
Закон о вражеских лётчиках стал причиной гибели сотен пилотов Союзников во время Войны на Тихом океане. Количество сбитых и затем казнённых после скорых карикатурных судов лётчиков (и других членов экипажей воздушных судов) во время воздушных налётов на Японию в 1944—1945 годах оценивается в 132 человека. Японские военнослужащие преднамеренно убили 33 американских лётчиков в Фукуоке. Пятнадцать из них были обезглавлены вскоре после обнародования правительством Японии 15 августа 1945 года своего намерения капитулировать. Агрессивные толпы гражданских также несколько раз расправлялись с членами экипажей до того, как японская армия успевала прибыть на место и взять их под стражу. Ещё 94 пилота погибли от других причин в плену, 52 из них — будучи намеренно оставлены в тюрьме во время очередной бомбардировки Токио 24-25 мая 1945.

### Каннибализм
Многие письменные отчёты и показания, собранные Австралийской секцией по военным преступлениям Токийского трибунала, оценку которым давал прокурор Уильям Вебб (будущий главный судья), свидетельствуют о том, что японские военнослужащие во многих частях Азии и на Тихом океане совершали акты каннибализма в отношении военнопленных союзников. Во многих случаях это было результатом атак на японские линии снабжения и смертей, а также болезней японцев от голода. Согласно историку Танаке Юки: «каннибализм часто был систематической деятельностью для целых подразделений и под командованием офицеров». Нередко происходило убийство с целью получения тела. Например, военнопленный из Британской Индии Хавильдар Чанджи Рам в своих показаниях сообщает: «[12 ноября 1944] Кэмпэйтай обезглавили пилота [союзников]. Я смотрел на это из-за дерева и видел, как некоторые японцы срезали плоть с его рук, ног, бёдер и ягодиц и относили её прочь в своё расположение… Они разрезали их на маленькие кусочки и поджарили».
В некоторых случаях плоть срезалась с живых людей: другой индийский военнопленный, Хатам Али (позже гражданин Пакистана), дал на Новой Гвинее следующие показания:
... Японцы начали отбирать пленных и каждый день одного из них солдаты убивали и съедали. Я лично видел это и около сотни пленных были убиты и съедены японцами таким образом. Оставшиеся из нас были перевезены в другое место, 80 км от этого, там от истощения умерли 10 пленных. В этом месте японцы снова начали отбирать пленных для поедания. Выбранных отводили в хижину, где их плоть срезали с тела, пока они были ещё живы, а затем их бросали в канаву, где они позже умирали
Возможно, наиболее высокий ранг среди обвинённых в каннибализме имел генерал-лейтенант Татибана Ёсио, которого, вместе с одиннадцатью другими японцами, судили в августе 1946 в связи с убийством пилотов США и поеданием как минимум одного из них в августе 1944 на Титидзиме (Бонинские острова). Пленных тогда обезглавили по приказу генерала. Так как военное и международное право не говорят ничего непосредственно о каннибализме, японцев судили за убийство и «препятствование достойному захоронению». Генерала приговорили к смерти и повесили.

### Принудительный труд

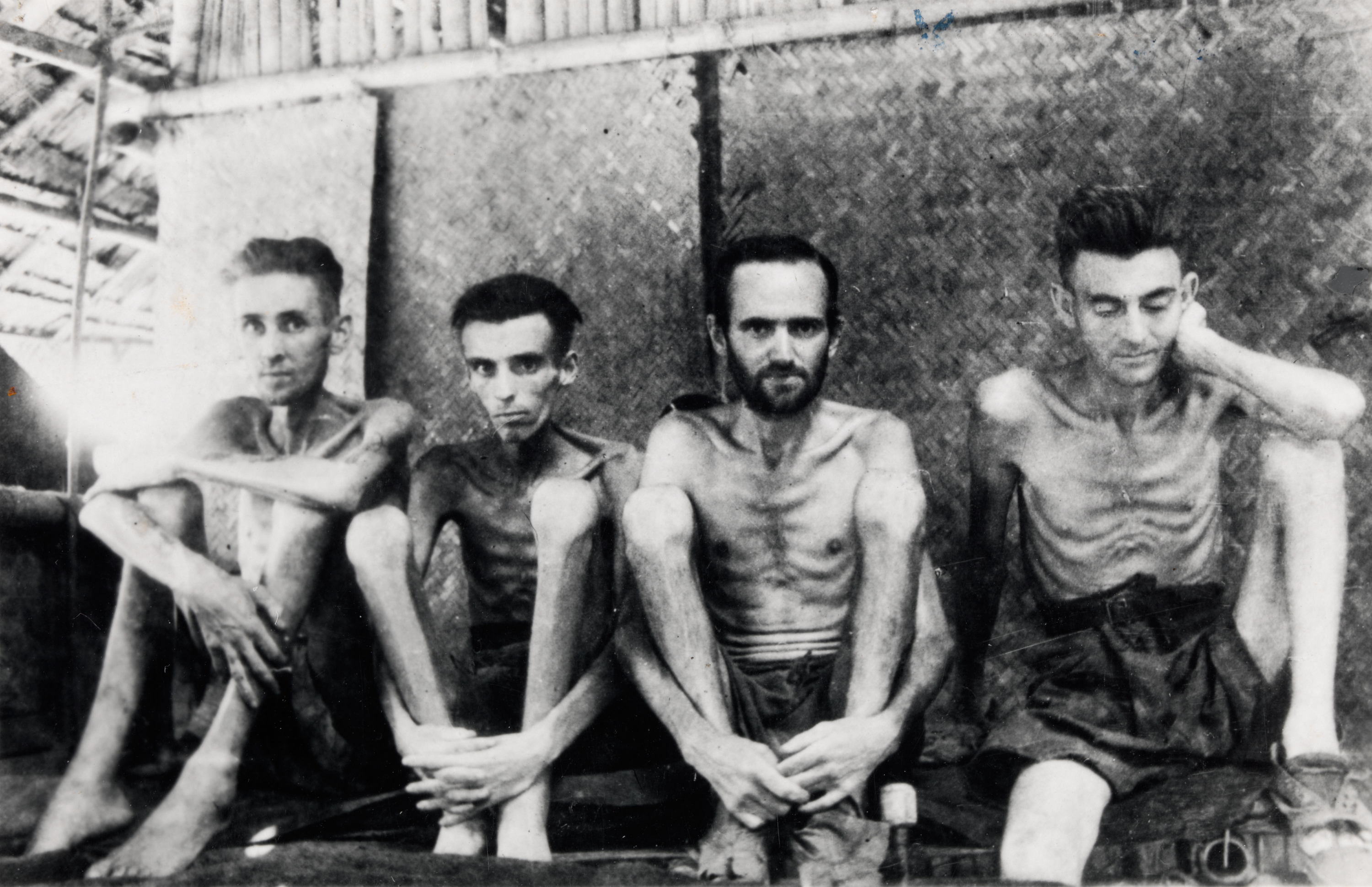
Австралийские и голландские военнопленные в Тарсау, Таиланд, в 1943

Японские военные использовали принудительный труд азиатских гражданских лиц и военнопленных, что привело ко многим смертям. Согласно выводам совместного исследования историков, включая Ж. Жу, М. Химеты, Т. Кубо и Марка Питти, более 10 миллионов китайцев были мобилизованы Коаином для принудительного труда. Более 100 000 гражданских и военнопленных умерли и погибли при строительстве Тайско-Бирманской железной дороги, ставшей печально известной под именем «Дорога смерти».
Библиотека Конгресса США насчитала от 4 до 10 миллионов ромуся, чернорабочих, трудившихся на японских военных на острове Ява. Около 270 000 из них были направлены в оккупированные Японией части Юго-Восточной Азии, но только 52 000 репатриировались назад на Яву, что означает уровень смертности в 80 %.
По данным историка Акиры Фудзивары император Хирохито лично одобрил решение снять ограничения, накладываемые международным правом (а именно Гаагскими конвенциями 1899 и 1907 годов) на обращение с китайскими военнопленными в директиве от 5 августа от 1937 года. Эта директива также рекомендовала офицерам прекратить использование термина «военнопленные». Женевская конвенция избавляла военнопленных рангом от сержанта и выше от физического труда и требует, чтобы трудящиеся пленные получали дополнительные рационы питания и удовлетворение иных потребностей. Япония не подписала и не соблюдала её во время войны, хотя она ратифицировала Женевскую конвенцию 1929 года о больных и раненных.

### Станции утешения
Термины «женщины для удовольствий», «женщины для утешения» (яп. 慰安婦 ианфу, кор. 위안부) или «женщины для удовольствия» военных» (яп. 従軍慰安婦 дзю:гун-ианфу) и подобные являются эвфемизмами для женщин, удерживаемых в японских военных борделях в оккупированных странах, которые часто попадали туда через принуждение или похищение и затем были секс-рабынями.
В 1992 историк Ёсиаки Ёсими опубликовал материал, основанный на его архивных исследованиях в Японской национальном институте оборонных исследований. Ёсими заявил о прямой связи между такими имперскими учреждениями, как Коаин, и «станциями утешения». Когда его открытия были опубликованы в японских новостных СМИ 12 января 1993, они вызвали сенсацию и заставили правительство в лице главного секретаря кабинета Коити Като признать некоторые из фактов в тот же день. 17 января премьер-министр Киити Миядзава принёс жертвам официальные извинения во время визита в Южную Корею. 6 июля и 4 августа правительство Японии выпустило два заявления, в которых признало, что «Станции утешения действовали как ответ на текущие потребности войск в тот момент времени», «Японские военные были, прямо или косвенно, вовлечены в создание и управление станциями утешения и перевозку „женщин для удовольствий“», и что женщин «рекрутировали во многих случаях против их воли, путём уговоров или принуждения».
Полемика разгорелась с новой силой 1 марта 2007, когда японский премьер-министр Синдзо Абэ упомянул предположения о том, что комитет Палаты представителей Конгресса США собирается призвать правительство Японии «извиниться и признать» роль японских военных в сексуальном рабстве во время Второй мировой. Абэ отрицал, что это относится к станциям утешения. «Нет никаких доказательств принуждения, ничего, говорящего в пользу этого». Его комментарии вызвали негативную реакцию в зарубежной прессе. Например, New York Times в своей редакционной статье 6 марта писала:
Это не были коммерческие бордели. При вербовке этих женщин применялось насилие, прямое и косвенное. То, что там происходило, было серийными изнасилованиями, а не проституцией. Причастность японской армии к этим фактам задокументирована собственными документами правительственного оборонного ведомства. Высшие чиновники из Токио более или менее извинились за эти чудовищные преступления в 1993... Вчера он неохотно признал квази-извинения 1993 года, но только в качестве части вступления к декларации о том, что его правительство отвергнет призыв к официальным извинениям, который сейчас обсуждается в Конгрессе США. Америка не единственная страна, заинтересованная в запоздалом принятии Японией на себя полной ответственности. Корея, Китай и Филиппины также разгневаны годами японских экивоков в обсуждении этой темы.
В тот же день ветеран Ясудзи Канэко, бывший солдатом Второй мировой и воевавший на стороне Японии, признался The Washington Post, что женщины «кричали, но для нас не имело значения, живы женщины или мертвы. Мы были солдатами императора. В военных борделях и в деревнях мы насиловали без отвращения».
Бывшая асьенда Bahay na Pula на Филиппинах является примером управлявшегося военными борделя.
17 апреля 2007 Ёсими и другой историк, Хирофуми Хаяси, объявили о находке в архивах Токийского процесса семи официальных документов, согласно которым такие имперские организации, как Токкэйтай (тайная полиция на флоте), прямо принуждали женщин работать во фронтовых борделях в Китае, Индокитае и Индонезии. Эти документы были обнародованы тогда же, во время судов над военными преступниками. В одном из них лейтенант признаётся в организации борделя и пользовании его услугами. Другой источник ссылается на членов Токкэйтай, которые арестовывали женщин на улицах и после насильственного медицинского осмотра отправляли их в бордели.
12 мая 2007 журналист Таитиро Каидзимура объявил об обнаружении 30 нидерландских правительственных документов, связанных с Токийским процессом и являющихся доказательствами массовой насильственной проституции в инциденте, произошедшем в 1944 в городе Магеланг
В другом случае некоторые жертвы с Восточного Тимора показали, что их изнасиловали японские солдаты в возрасте, когда у них ещё не начались менструации.
Нидерландско-индонезийская «женщина для удовольствий» Jan Ruff-O’Hearn (по состоянию на 2007 год проживает в Австралии), дававшая показания американскому комитету, сказала, что японское правительство не смогло взять на себя ответственность за свои преступления, не желает выплачивать компенсации жертвам и хочет переписать историю. Она сообщила, что когда ей было девятнадцать лет, японские солдаты насиловали её «днём и ночью» на протяжении трёх месяцев.
Только одна японка опубликовала свои воспоминания. В 1971 бывшая «женщина для удовольствий», принуждённая обслуживать японских солдат на Тайване, выпустила мемуары под псевдонимом Судзуко Сирота.
Существуют разные теории о происхождении «женщин для удовольствий». Некоторые считают, что большинство из них были японками, другие, включая Ёсими, оспаривают это, доказывая, что около 200 000 женщин, в основном из Кореи и некоторых других стран, таких как Китай, Филиппины, Бирма, Голландская Ост-Индия, Нидерланды и Австралия были принуждены к занятиям сексом. В июне 2014 были опубликованы новые документы из японских архивов, повествующие о сексуальном насилии, совершённом солдатами Японской императорской армии во Французском Индокитае и Индонезии.
26 июня 2007 комитет по иностранным делам Палаты представителей Конгресса США выпустил резолюцию, согласно которой Японии рекомендуется «признать, извиниться и принять историческую ответственность за принуждение её армией женщин к сексуальному рабству во время Второй мировой войны в ясной и недвусмысленной манере». 30 июля 2007 Палата представителей США проголосовала за эту резолюцию, а Синдзо Абэ назвал это решение «заслуживающим сожаления».

### Мародерство
Многие историки утверждают, что японское правительство и частные лица из числа военнослужащих в период с 1895 по 1945 год участвовали в масштабном мародёрстве. У владельцев отбирались земли, ценные вещи изымались из банков, депозитариев, храмов, церквей, мечетей, музеев, коммерческих предприятий и частных домов.

### Вероломство
Во время войны на Тихом океане японские солдаты часто притворялись раненными или сдающимися в плен, чтобы заманить американские войска, а затем атаковать их. Одним из наиболее известных примеров этого стал «Патруль Гёттге» в начале Сражения за Гуадалканал в августе 1942. Увидев белый флаг на западном берегу реки Матаникау, патруль морских пехотинцев США под командованием лейтенанта Фрэнка Гёттге, состоявший из 25 человек, в основном сотрудников военной разведки, начал прочёсывать местность. Однако белый флаг был на самом деле японским с замазанным центром (красным кругом). Японский военнопленный ранее намеренно заманил американцев в засаду, рассказав им, что на западном берегу реки находится группа японцев, собирающихся сдаться. Патруль высадился с лодки на берег, попал в засаду и был почти полностью уничтожен японцами. Гёттге погиб. Только трое солдат смогли добраться живыми до американских позиций. Эта новость разгневала морских пехотинцев:
Это было первое массовое убийство морских пехотинцев на Гуадалканале. Мы были шокированы. Шокированы... Потому что в штаб-квартире поверили всему, что сказал япошка... Потеря этого патруля и жестокость их смерти ожесточили наши сердца против японцев. Идея брать пленных исчезла из наших умов. Это было слишком опасно.
Второй лейтенант Д. А. Кларк (англ. D. A. Clark) из 7-го батальона морской пехоты рассказал подобную историю о патрулировании на Гуадалканале:
Это был мой первый патруль там и мы двигались по руслу пересохшего потока. Мы заметили 3 джапов, выходящих из джунглей. Шедший первым нёс белый флаг. Мы решили, что они сдаются. Когда они приблизились, то бросили белый флаг и все трое бросили в нас ручные гранаты. Мы убили двух япошек, но один скрылся. Очевидно, они были готовы на самопожертвование ради получения информации
Самуэль Элиот Морисон в своей книге The Two-Ocean War: A Short History of the United States Navy in the Second World War пишет:
Происходили бесчисленные инциденты наподобие того, как когда раненный японский солдат на Гуадалканале схватил скальпель и вонзил его в спину хирургу, который пытался прооперировать его и спасти или когда выживший в морском бою у острова Велья-Лавелья, спасённый PT-163, схватил оружие и убил матроса, в тот момент протягивавшего ему чашку кофе.
Эти инциденты, а также другие акты коварства японцев во время войны на Тихом океане заставили американцев стрелять в мёртвых и раненных японских солдат, а также тех, кто пытался сдаться и не брать их в плен. Двое морпехов, участвовавших в Битве за Иводзиму рассказывали случаи из своего опыта. Один свидетельствовал: «Тебе всегда говорят брать пленных, но у нас был негативный опыт во время Битвы за Сайпан — ты берёшь пленных и как только они оказываются за нашими позициями, они бросают гранаты и ты теряешь нескольких товарищей. Ты становишься несколько не расположен брать пленных, когда они сражаются насмерть и ты тоже». Другие докладывали, что «Очень немногие из них выходили сдаваться поодиночке. Обычно они шли парами — один впереди, другой позади него. У второго была граната».

## Суды над военными преступниками

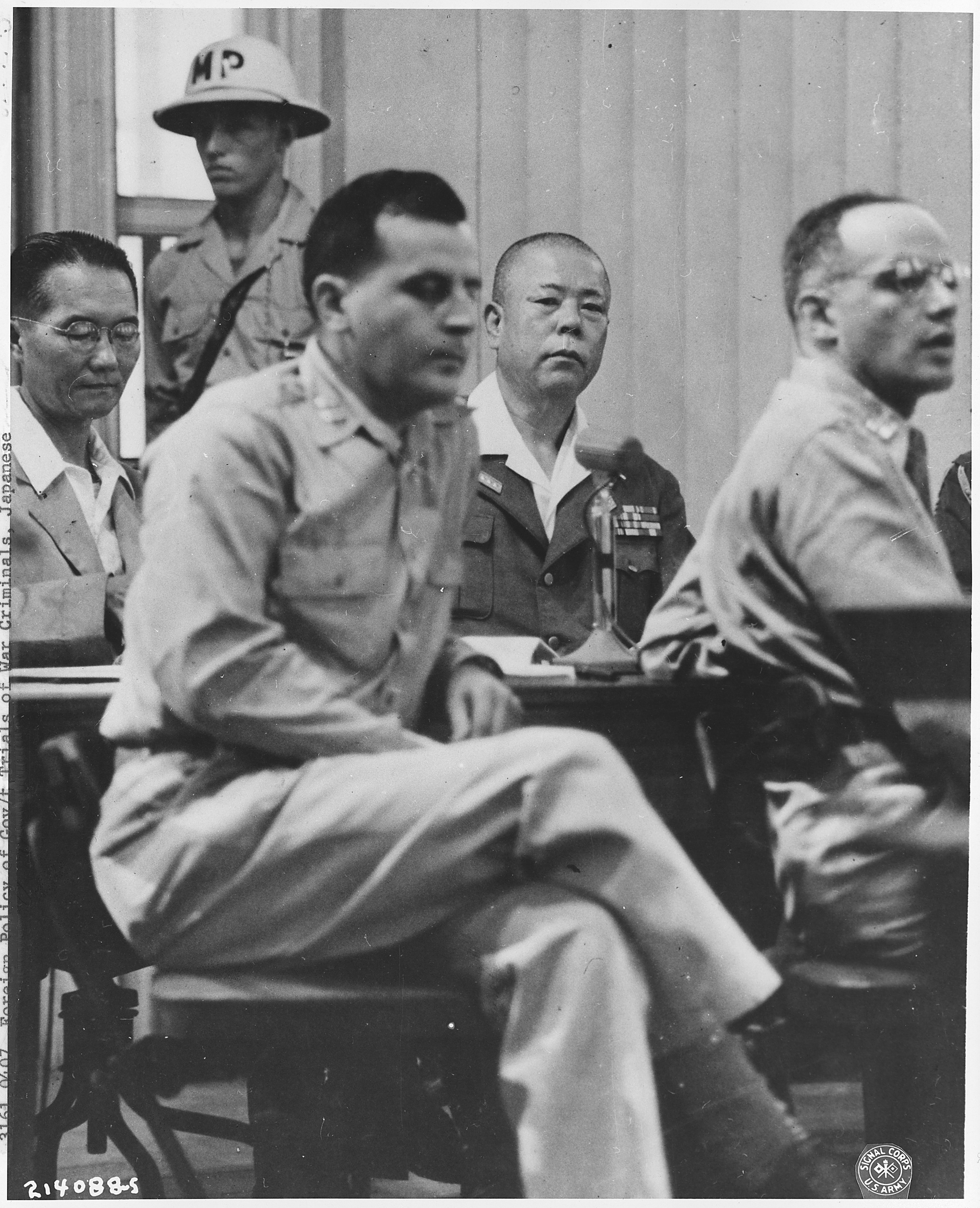
Генерала Томоюки Ямасита (второй справа) судили в Маниле с 29 октября по 7 декабря 1945. Американский военный трибунал (военная комиссия) обвинила его в причастности к Манильской резне и произошедшим раньше неё событиям в Сингапуре. Приговорён к смертной казни. Дело генерала стало первым прецедентом, в котором командующего судили за военные преступления и породило принцип, получивший название стандарт Ямасита

Вскоре после окончания войны союзники классифицировали 25 лиц как военных преступников «класса А», а ещё 5700 отнесли к «классам В и С». Из них 984 были приговорены к смерти (920 из них казнено), 475 к пожизненному заключению, 2944 к различным срокам заключения, 1018 были оправданы, 279 не получили приговора или не предстали перед судом. В эти цифры включены 178 этнических тайваньцев и 148 корейцев. Всех военных преступников «класса А» судили Международным военным трибуналом для Дальнего Востока, известным также как «Токийский процесс». Другие суды состоялись в разных частях Азии и Тихоокеанского региона.

### Токийский процесс
Международный военный трибунал для Дальнего Востока был создан для того, чтобы судить обвиняемых в самой Японии.
Среди обвиняемых японских офицеров высокого ранга были Коити Кидо и Садао Араки. Три бывших (не избранных на выборах) премьер-министра страны: Коки Хирота, Хидэки Тодзио и Куниаки Коисо были осуждены за участие в военных преступлениях «по классу А». Многие военные лидеры также были осуждены. Двое военных преступников «класса А» затем были министрами в уже послевоенной Японии:
- Мамору Сигэмицу был министром иностранных дел как во время войны, так и в послевоенном правительстве Хатоямы.
- Окинори Кая был министром финансов во время войны, а затем министром юстиции в правительстве Хаято Икэда.

Эти двое не были напрямую виновны в военных преступлениях и иностранные правительства никогда не протестовали против их назначения министрами.
Хирохито и члены императорской семьи, впутавшиеся в войну, такие как Титибуномия Ясухито, Принц Ясухико, Принц Такэда и Принц Нарухико были избавлены от военного трибунала Макартуром с помощью Боннера Феллерса, который позволил крупным фигурам из числа обвиняемых договориться о своих показаниях таким образом, чтобы император избежал обвинения. Некоторые историки критикуют это решение. По мнению Джона Дувра (англ. John Dower), «прокуроры стали командой защитников императора при полной поддержке штаб-квартиры Макартура». Даже японские активисты, которые прониклись идеалами Нюрнберга и Токио и трудились над обнаружением и публикацией улик преступлений режима Сёва «не могут найти оправдания решению американцев избавить императора от ответственности за войну, а затем, в ходе Холодной войны, освобождению и вскоре открытому чествованию таких осуждённых военных преступников правого крыла, как ставший впоследствии премьер-министром Нобусукэ Киси». С точки зрения Герберта Бикса (англ. Herbert Bix), «Макартур принял весьма экстраординарные меры, чтобы спасти императора от уголовного преследования, что оказало длительное глубоко искажающее реальность влияние на понимание японцами проигрыша их страны в войне».

### Другие процессы

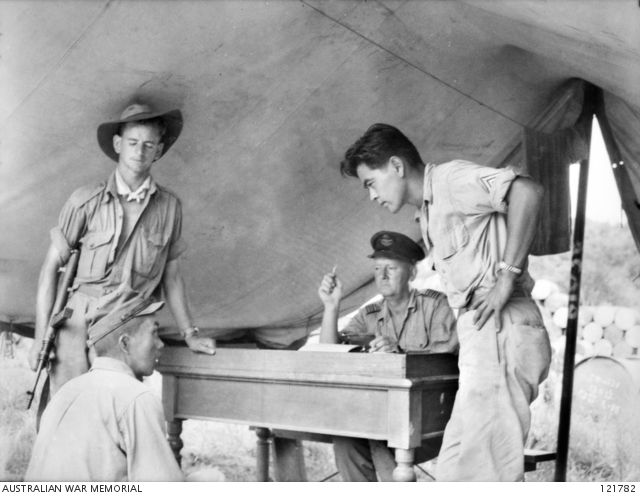
26 октября 1945, Северный Борнео. Хосотани Наодзи (слева, сидит), член кэмпэйтай на допросе во время расследования военных преступлений, включая марши смерти. Он признался в том, что застрелил двух австралийских военнопленных и пятерых китайских гражданских лиц

Между 1946 и 1951 годом Соединённые Штаты Америки, Великобритания, КНР, СССР, Австралия, Новая Зеландия, Канада, Франция, Нидерланды и Филиппины организовывали военные трибуналы для судов над японскими военными преступниками «класса В» и «класса С». На 2200 судах вне Японии было осуждено около 5600 японских военнослужащих. Обвиняемые «класса В» обвинялись в совершении преступлений лично, обвиняемые «класса С», в основном офицеры высокого ранга, в их планировании, отдаче преступных приказов или не предотвращении преступлений.
Судьи, проводившие процессы, были из США, Китая, Великобритании, Австралии, Нидерландов, Франции, СССР, Новой Зеландии, Индии и с Филиппин. Китайские коммунисты также провели некоторое количество судов над японскими военнослужащими. Всего их было осуждено более 4400 и приговорено к смерти около 1000.
Самым большим отдельным процессом стал суд над 93 японцами, которых обвиняли в массовой казни 300 военнопленных Союзников в инциденте, известном как резня в Лахе (1942). Самым известным этническим корейцем из числа осуждённых стал генерал-лейтенант Хон Саик, организатор системы лагерей военнопленных в Юго-Восточной Азии. В 2006 году правительство Южной Кореи «помиловало» 83 из 148 осуждённых корейских военных преступников. 160 тайваньцев, служивших в вооружённых силах Императорской Японии были осуждены за военные преступления, 11 из них — казнены.

## Послевоенные события

### Движение за досрочное освобождение военных преступников
В 1950 г., когда большинство судов, проводившихся Союзниками, были закончены, тысячи осуждённых военных преступников оказались в тюрьмах по всей Азии и Европе. Они отбывали наказание в тех странах, где были осуждены. Некоторые казни всё ещё оставались «подвешенными», так как многие суды союзников согласились на пересмотр своих вердиктов, в некоторых случаях снижая наказания или устанавливая систему досрочного освобождения, однако без передачи контроля над судьбой заключённых на национальный уровень (даже после того, как Германия и Япония восстановили свою независимость).
Началась мощная общественная кампания за амнистию всем военным преступникам (сначала она была более агрессивной в Германии, нежели в Японии), в то время, как фокус внимания сместился с главных военных лидеров на «обычных» военных преступников (класса B/C в Японии), а тема уголовной ответственности начала восприниматься как гуманитарная проблема.
7 марта 1950 г. МакАртур выпустил директиву, снизившую сроки заключения на треть за хорошее поведение и предоставившую право на досрочное освобождение через пятнадцать лет заключения для тех, кто был осуждён пожизненно. Нескольких приговорённых освободили досрочно ещё раньше из-за плохого состояния здоровья.
Реакция японского народа на Токийский процесс нашла выход в требованиях смягчения наказаний военным преступникам и агитации за их досрочное освобождение. Вскоре после заключения Сан-Францисского договора, вступившего в силу в апреле 1952 г., началось движение за освобождение заключённых классов B и C, заявлявшее о «несправедливости послевоенных трибуналов для военных преступлений» и «унижении и страданиях семей военных преступников». Движение быстро получило поддержку более 10 миллионов японцев. После такого поворота общественного мнения правительство заявило, что «общественное мнение в нашей стране таково, что военные преступники — не преступники. Скорее они вызывают симпатию населения как жертвы войны и количество обеспокоенных их судьбой постоянно растёт».
Движение за досрочное освобождение военных преступников держалось на двух группах: тех, кто жалел преступников, и самих преступниках, ратовавших за собственное освобождение в рамках послевоенной борьбы за мир. Первая группа требовала «просто освободить их, не важно, каким способом».
4 сентября 1952 г. президент Гарри Труман выпустил Распоряжение № 10393, создав специальный совет (Clemency and Parole Board for War Criminals), который должен был давать президенту советы по теме помилования, снижения наказания и досрочного освобождения военных преступников, имея в виду также и мнение японской оккупационной администрации, а равно уважая решения трибуналов.
26 мая 1954 г. государственный секретарь Джон Фостер Даллес отклонил идею амнистии для военных преступников, но согласился на «смену правил игры» путём изменения срока, после которого возможно досрочное освобождение, с 15 до 10 лет заключения.
К концу 1958 г. все японские военные преступники всех категорий — А, В и С — были освобождены из тюрем и политически реабилитированы. Четыре значимых фигуры вышли на свободу досрочно в 1954 г. Араки Садао и ещё семеро — в 1955 г. Сато Кенрё, которого многие, включая судью Рёлинга (B. V. A. Röling), считали одним из наименее заслуживающих тюремного заключения из числа военных преступников, не мог освободиться досрочно до марта 1956 г., став последним вышедшим на свободу из преступников «класса А». 7 апреля 1957 г. правительство Японии обнародовало заявление, согласно которому последние 10 военных преступников, уже досрочно освобождённых, освобождались от надзора и выполнения условий своего досрочного освобождения.

### Официальные извинения
Правительство Японии исходит из мнения, согласно которому юридические и моральные позиции относительно военных преступлений отличаются. Вследствие этого, продолжая настаивать, что Япония не нарушала каких-либо международных законов или договоров, японское правительство официально признаёт страдания, причинённые японскими вооружёнными силами и выступило с большим количеством извинений. Например, премьер-министр Томиити Мураяма в августе 1995, заявил, что Япония «своим колониальным правлением и агрессией причинила ужасный ущерб и страдания народам многих стран, особенно нациям Азии» и выразил «чувство глубокого раскаяния», а также принёс свои «чистосердечные извинения». А 29 сентября 1972 премьер-министр Японии Какуэй Танака заявил: «японская сторона остро осознаёт ответственность за серьёзный ущерб, который Япония в прошлом нанесла народу Китая во время войны и глубоко упрекает себя за это».
Официальные извинения часто рассматриваются выжившими жертвами преступлений и родственниками погибших как не адекватный произошедшему или лишь символический шаг. В октябре 2006, когда премьер-министр Синдзо Абэ извинился за ущерб, причинённый японским колониальным правлением и агрессией, более восьмидесяти парламентариев из его партии ЛДП посетили храм Ясукуни. Многие люди, пострадавшие от военных преступлений Японии, утверждают, что извинений как таковых за конкретные действия не было, а японское правительство выражало лишь «сожаление» или «раскаяние». 2 марта 2007 тему вновь поднял Синдзо Абэ, который отрицал, что военные принуждали женщин к сексуальному рабству во время Второй мировой войны. Он заявил: «Факты таковы, что доказательств принуждения нет». До его выступления группа депутатов от Либерально-демократической партии стремились пересмотреть так называемое «заявление Коно» (о «женщинах для удовольствий»). Это спровоцировало негативную реакцию западных и азиатских стран.
31 октября 2008 начальник штаба авиации Сил самообороны Японии Тосио Тамогами был освобождён от своей должности с выплатой 60 миллионов иен в качестве выходного пособия из-за эссе, которое он опубликовал и в котором доказывал, что Япония не была агрессором во Второй мировой войне, что война принесла процветание Китаю, Тайваню и Корее и что Японская императорская армия не вела себя насильственно. Также он утверждал, что в Азии возможна новая большая война и критиковал послевоенные суды над военными преступниками. 11 ноября перед лицом собрания он добавил, что личные извинения бывшего премьер-министра Томиити Мураямы, оглашенные им в 1995 году (см. выше), были «инструментом подавления свободы слова».
Некоторые японцы утверждают, что от японского императора или премьер-министра требовали совершить догэдза — то есть встать на колени и наклонить голову к земле, что считается высшей формой извинений в обществах Восточной Азии — и что Япония отказалась делать. В некоторой степени схожее действие совершил канцлер Западной Германии Вилли Брандт, вставший на колени у мемориала погибшим евреям в Варшавском гетто в 1970, что стало примером мощного и эффективного акта извинения, подобного догэдза, хотя с этим согласны не все.
13 сентября 2010 министр иностранных дел Японии Кацуя Окада встретился в Токио с шестью бывшими американскими военнопленными и извинился за обращение с ними во время Второй мировой войны. Окада сказал: «Вы все прошли через страдания во время Второй мировой войны, когда были захвачены в плен японскими войсками, и пережили бесчеловечное обращение. От имени правительства Японии и как министр иностранных дел я бы хотел сердечно извиниться перед вами»
29 ноября 2011 министр иностранных дел Японии Коитиро Гэмба от имени правительства своей страны извинился перед бывшими австралийскими военнопленными за боль и страдания, причинённые им во время войны.

### Компенсации
Существует распространённое представление, что правительство Японии не принимало на себя юридических обязательств выплачивать компенсации и, в качестве прямого результата такого непринятия, не выплачивало их жертвам японских зверств. Несколько заметных организаций, борющихся за права человека и права женщин настаивают, что Япония всё ещё несёт моральную и правовую ответственность компенсировать страдания индивидуальных жертв преступлений, особенно секс-рабынь, известных как «женщины для удовольствий».
Японское правительство официально согласилось с требованием денежной компенсации жертвам военных преступлений, выдвинутым в Потсдамской декларации. Детали этих взаимоотношений были определены двусторонними соглашениями с пострадавшими от оккупации странами кроме КНДР, так как Япония признаёт Южную Корею единственным легитимным государством на Корейском полуострове. В других странах Азии либо правительства отклоняли требования компенсаций, либо их выплачивала Япония, настаивая на толковании как индивидуальных, то есть предназначенных для частных лиц. В некоторых случаях, например, с Южной Кореей, компенсации не были переданы правительством пострадавшим, но вместо этого использованы для финансирования гражданских проектов или иных работ. Из-за этого большое количество жертв в Азии компенсаций не получили.
Позиция властей Японии состоит в том, что адресатом требований компенсаций должно быть правительство соответствующего государства. В результате, иски о компенсациях от жертв японскими судами отклонялись. Такой стала судьба иска бывшего британского военнопленного, пытавшегося в японском суде отсудить для себя дополнительные выплаты. В итоге британское правительство затем выплатило компенсации всем пленным. Реакцией на это дело, в числе прочего, стали жалобы, что международные и иностранные СМИ подавали ситуацию так, будто экс-военнопленный хотел получить первичную, а не дополнительную к уже выплаченной ему компенсацию.
Небольшое количество исков поступило также в суды США, но все они были отклонены.
Во время переговоров о заключении договора с Южной Кореей Япония настаивала на выплате компенсаций именно жертвам, по аналогии с выплатами бывшим военнопленным союзных держав. Корейское же правительство, наоборот, настаивало, что Япония должна заплатить деньги самой Корее. Именно так и произошло. Полученные средства правительство Южной Кореи истратило на экономическое развитие. Содержание переговоров не раскрывалось корейской стороной до 2004 года, хотя в Японии оно было общеизвестно. После раскрытия информации Кореей, некоторое количество истцов попыталось подать иски к правительству, желая, чтобы им были выплачены причитающиеся компенсации.
Некоторые настаивают, что раз Китай и Тайвань не стали добиваться денежных компенсаций, то моральная и правовая обязанность их выплатить перешла на правительства этих стран. Такие критики обращают внимание на то, что, хоть и отказавшись от денег, они подписали договоры, закрепляющие трансфер японских колониальных активов национальным правительствам. Таким образом, заявления о том, что эти страны не получили от Японии никаких компенсаций некорректны и они могли бы осуществить выплаты в пользу жертв из этих полученных ими активов. Другие спорят, что японские зарубежные активы были в своей изрядной части созданы с использованием силы и эксплуатации или попросту украдены (если речь идёт о собраниях произведений искусства) по аналогии с поведением нацистов в Европе во время Второй мировой войны.
Не признавая своей юридической ответственности за «станции утешения», правительство Японии, тем не менее, создало в 1995 Фонд азиатских женщин, который выплачивает деньги людям, заявляющим, что во время войны их принудили к занятиям проституцией. Созданная фактически правительством, эта организация с правовой точки зрения является независимой благотворительной. Её деятельность вызывала споры и в Японии, и в международном сообществе. Некоторые считают, что создание такого фонда — ещё одна попытка Японии отрицать и избегать принятия на себя ответственности, другие — что правительство Японии давно выполнило свои обязательства перед жертвами войны и даже по мере сил исправляло ошибки правительств их родных стран в этом деле. Конгрессмен от Калифорнии Майк Хонда, выступая перед Палатой представителей в пользу женщин, сказал, что «без искренних и безоговорочных извинений Японии большинство бывших „женщин для удовольствий“ отказались принять эти деньги. Фактически, как мы сейчас знаем, многие женщины вернули письма с извинениями от премьер-министра Японии, прилагавшиеся к компенсациям, заявляя, что извинения эти искусственны и лицемерны».

#### Промежуточные компенсации
Термин «промежуточная компенсация» был принят как название для отчуждения и перераспределения японских промышленных (в основном военно-промышленных) активов в пользу Союзников. Оно проводилось при содействии оккупационных сил Союзников в Японии. Перераспределение было названо «промежуточным», так как полностью вопросы компенсаций должны были быть урегулированы при подписании двусторонних договоров Японии с пострадавшими от её действий государствами. К 1950 перераспределено было 43918 машинерии, оцененных в иенах в ¥165,158,839 (в ценах 1950 года). Эти активы были пропорционально распределены следующим образом: Китай — 54,1 %; Нидерланды — 11,5 %; Филиппины — 19 %; Соединённое Королевство — 15,4 %.

#### Компенсации по Сан-Францисскому договору

##### Компенсации из японских активов за рубежом
| Корея                     | 70 256 000 000   | $ |
| Тайвань                   | 42 542 000 000   | $ |
| Северо-Восточный Китай    | 146 532 000 000  | $ |
| Северный Китай            | 55 437 000 000   | $ |
| Центральный и Южный Китай | 36 718 000 000   | $ |
| Другие                    | 28 014 000 000   | $ |
| Всего                     | ¥379 499 000 000 | $ |

Под японскими зарубежными активами понимались все активы японского правительства, фирм, организаций и частных лиц в колонизированных и оккупированных странах. В соответствии с пунктом 14 Сан-Францисского договора, Союзники конфисковали все японские иностранные активы, кроме расположенных в Китае, судьба которых регулировалась пунктом 21. Считается, что Корея также наделялась правами, описанными в этом, последнем, пункте.

##### Компенсации военнопленным Союзников
Пункт 16 Сан-Францисского договора гласил, что Япония должна перевести свои активы и активы своих граждан в странах, которые находились в состоянии войны с любой из Союзных держав, или были нейтральными, Красному Кресту, который должен был распродать их и передать вырученные средства бывшим военнопленным и их семьям. Таким образом, правительство Японии и её граждане выплатили Красному Кресту 4 500 000 фунтов стерлингов.
По данным историка Линды Гётц Холмс (англ. Linda Goetz Holmes), многие из фондов, которые использовало правительство Японии, были не японскими, но пожертвованные правительствами США, Великобритании и Нидерландов и секвестрированные в банке Yokohama Specie Bank в течение последнего года войны.

##### Территории Союзников, оккупированные Японией
| Бирма     | 72 000 000 000  | 200 000 000   | $ | 5 ноября 1955  |
| Филиппины | 198 000 000 000 | 550 000 000   | $ | 9 мая 1956     |
| Индонезия | 80 388 000 000  | 223 080 000   | $ | 20 января 1958 |
| Вьетнам   | 14 400 000 000  | 38 000 000    | $ | 13 мая 1959    |
| Всего     | 364 348 800 000 | 1 012 080 000 |   |                |

Пункт 14 договора гласил, что Япония вступит в переговоры с Союзниками, чья территория была ею оккупирована и понесла ущерб от действий японских войск с тем, чтобы компенсировать его этим странам.
Филиппины и Южный Вьетнам получили компенсации в 1956 и 1959 годах соответственно. Бирма и Индонезия не были в числе подписантов, но позже заключили двусторонние соглашения в соответствии с пунктом 14 Сан-Францисского договора.
Последний платёж был произведён Филиппинам 22 июля 1976.

### Дебаты в Японии

#### От периферийной темы к открытой дискуссии
До 1970-х годов военные преступления Японии рассматривались средствам массовой информации как периферийная тема. В японских СМИ центристские и левые мнения доминировали обычно в редакциях газет, а правые — журналов. Дебаты о военных преступлениях, войне в целом, необходимости бороться с «американской империалистической оккупацией» и восстановить всю полноту власти императора на страницах таблоидов нередко соседствовали с порнографией. В 1972 году, желая отметить восстановление добрососедских отношений с КНР, Асахи симбун, крупная либеральная газета, сделала выпуск, посвящённый военным преступлениям Японии в Китае, включая Нанкинскую резню. Это открыло ворота для дебатов, которые с тех пор продолжаются. 1990-е годы обычно считаются временем, когда обсуждение данной темы стало настоящим мейнстримом, а такие инциденты и поводы, как Нанкинская резня, храм Ясукуни, станции утешения, содержание исторических учебников и валидность Токийского процесса стали подвергаться сомнению, в том числе даже на телевидении.
Среди японских юристов имеется консенсус, согласно которому императорская армия «технически» не совершала военных преступлений, который многие сторонники правых взглядов в Японии взяли этот аргумент на вооружение, объявляя послевоенные суды над военными преступниками примером правосудия победителей. Самих же обвиняемых они считают «мучениками Сёва» (яп. 昭和殉難者 сё:ва дзюннанся), где Сёва — название периода японской истории, правление императора Хирохито. С такой интерпретацией активно не соглашаются японские группы, объединяющие «борцов за мир» и левых. В прошлом эти группы спорили о том, что послевоенные суды имели некоторую легитимность согласно Женевской конвенции (несмотря на то, что Япония её не подписала) или по не называвшемуся в этих дискуссиях принципу, либо консенсусу в международном праве. В качестве альтернативы, они заявляли, что, хотя суды не были технически правосудны, они, тем не менее, были справедливы, что до некоторой степени соответствует мнению, популярному на Западе и в других странах Азии.

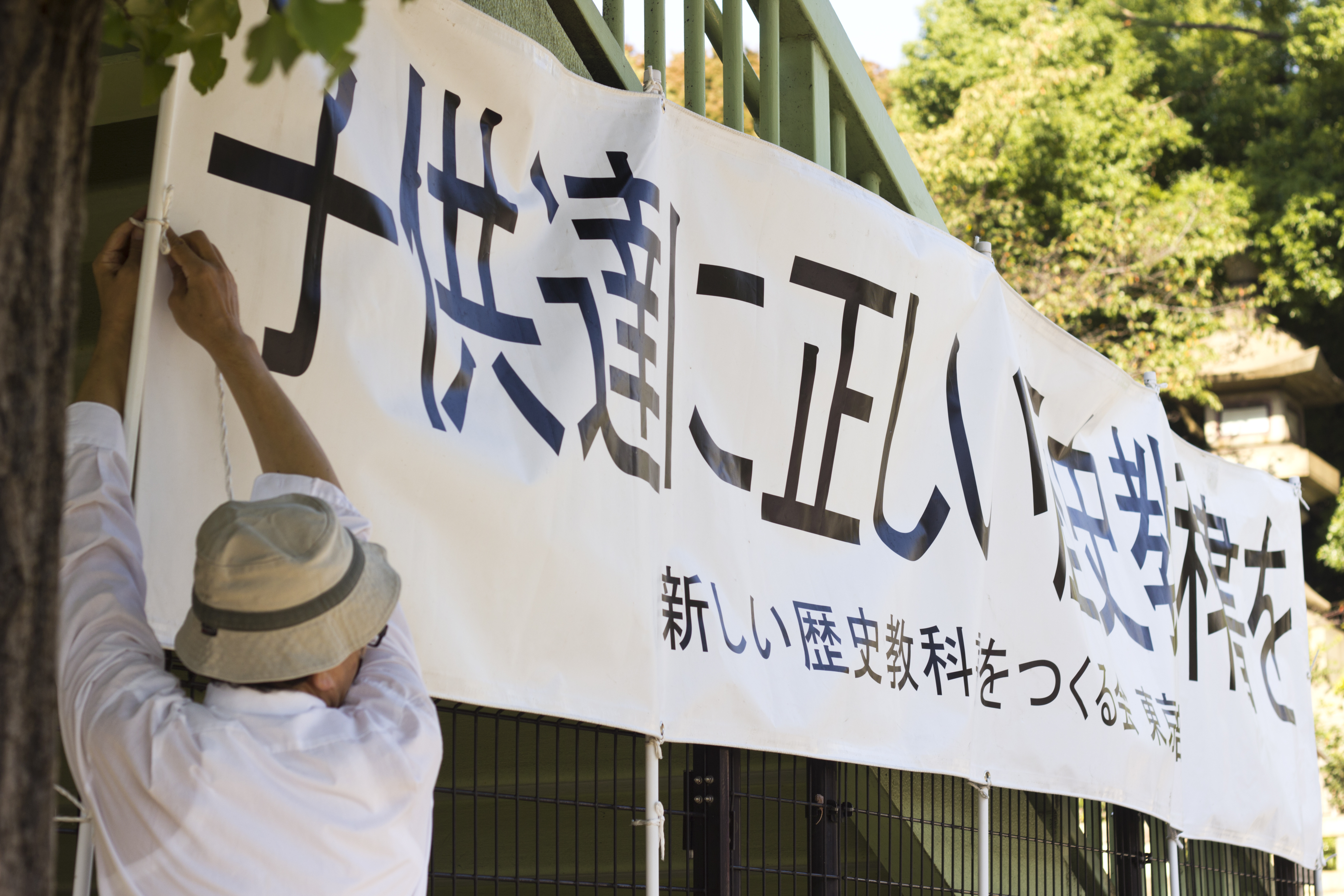
Член правой ревизионистской группы вешает перед Ясукуни плакат «правильные учебники истории — детям»

К началу XXI века интерес к имперскому прошлому Японии возродился и породил новые интерпретации и прочтения истории группами, которые традиционно называют «новые правые» и «новые левые». Эти группы указывают на то, что многие действия, совершённые японскими вооружёнными силами, включая Нанкинский инцидент, нарушали японский военный кодекс. Предполагается, что, будь послевоенные трибуналы организованы японским правительством в полном соответствии с военным правом Японии, многие из осуждённых всё равно были бы осуждены и казнены. При этом моральные и правовые последствия лежат на совести японского правительства, так как оно не справилось со своей закрепленной в конституции страны обязанностью.
Новые правые/новые левые разделяют мнение о том, что Союзники не совершали военных преступлений против Японии, так как последняя не подписала Женевскую конвенцию, и, как победители в войне, имели полное право требовать воздаяния в некоей форме, на что Япония согласилась в различных договорах.
В соответствии с той же логикой новые правые/новые левые рассматривают убийства китайцев, имевших отношение к антияпонскому сопротивлению как правильные и легальные действия, включая, например, и некоторые убийства в Нанкине. Они также считают, что большое количество жертв среди гражданского населения Китая стало результатом применения тактики выжженной земли, которая использовалась китайскими националистами (Гоминьданом). Хотя такая тактика легальна (о чём нет консенсуса), группы новых правых и новых левых утверждают, что часть потерь Китая в войне неверно относят к действиям Японии.
Также они считают, что лица, пытающиеся подавать иски к японскому правительству, не имеют на это ни юридических, ни моральных оснований.
Новые правые/новые левые также с меньшей, чем многие симпатией относятся к заявлениям Кореи о своём статусе пострадавшей стороны, так как до аннексии Японией Корея была данником династии Цин и, по их мнению, японская колонизация, хоть и жесткая, была «лучше» прежнего правления с точки зрения прав человека и экономического развития.
Они также считают, что Квантунская армия несёт, как минимум, частичную ответственность за ход и исход войны в контексте, в том числе, военных преступлений Японии. Хотя Квантунская армия была номинально подчинена японскому верховному командованию, её лидеры демонстрировали значительную независимость, что может быть доказано их вовлечённостью в заговор с целью убийства Чжана Цзолиня в 1928, а также Маньчжурский инцидент 1931-го, после которого в 1932 году возникло Маньчжоу-го. Более того, в это время официальной позицией японского командования было стремление ограничить конфликт пределами Маньчжурии. Но, в нарушение его воли, Квантунская армия вторглась в Континентальный Китай, предлогом для этого послужил Инцидент на Лугоуцяо. Японское правительство не только не осудило участников этих инцидентов, но приняло войну против Китая, а многие вовлечённые лица были даже повышены по службе. То же касается и участников Нанкинской резни.
Несёт или нет лично Хирохито ответственность за провалы Японии — камень преткновения между новыми правыми и новыми левыми. Официально, согласно имперской конституции, принятой при императоре Мэйдзи, предоставляет императору всю полноту власти. Статья 4 устанавливает, что «Император является главой Империи, объединяя в себе права суверенитета и пользуется ими в соответствии с положениями настоящей Конституции», а статья 11 гласит: «Император является верховным главнокомандующим армией и флотом».
С точки зрения историка Акиры Фудзивары тезис о том, что император, как орган государственной власти, несущий соответствующую ответственность, не мог отменять решения кабинета министров, является сфабрикованным мифом, имеющим послевоенное происхождение. Другие оспаривают эту точку зрения, утверждая, что Хирохито позиционировал себя как монарха, правящего в стиле викторианской Англии, где действовала конституционная монархия, и всегда принимал консенсус и решения, достигнутые на уровне высшего командования. Согласно этому мнению, политические и моральные просчеты лежат на совести командования японских вооружённых сил и кабинета, большинство из членов которых были впоследствии осуждены на Токийском процессе как военные преступники класса А, за исключением таких членов императорской семьи, как принц Титибу, принц Ясухико, принц Насухико, принц Фусими и принц Цунэёси Такэда.

#### Ниппон-кайги, основное лобби ревизионистов
Отрицание военных преступлений Японии — одна из ключевых задач открыто ревизионистского лобби националистической ультраправой организации Ниппон-кайги, основанной в 1997 году и также защищающей идеи патриотического воспитания, пересмотра конституции и официального статуса посещений храма Ясукуни. Членами организации являются многочисленные парламентарии, многие министры, несколько премьер-министров и главные священники крупных святилищ синтоизма. Председатель, Тору Миёси, был главным судьей Верховного суда Японии.

### Позднейшие расследования
Как и в случае с расследованием преступлений нацистов, официальные разбирательства продолжаются. В 1990-е годы правительство Южной Кореи начало расследование в отношении людей, которые предположительно разбогатели, сотрудничая с японскими войсками. В этой стране считается, что Холодная война позволила таким людям получить влияние, используя свои деньги, аккумулированные во время войны благодаря коллаборационизму, а влияние, в свою очередь, использовать для того, чтобы затормозить или вовсе пресечь расследования военных преступлений, которые могли быть опасны для них. Такие люди обвиняются и в том, что добытые в военные годы деньги они использовали, чтобы дать своим родственникам лучшее образование, улучшив, тем самым, своё и их положение.
Негосударственные организации и частные лица также проводили собственные расследования. Например, в 2005 году южнокорейский журналист-фрилансер Чун Сувун (англ. Jung Soo-woong) обнаружил в Японии нескольких потомков людей, принимавших участие в убийстве в 1895 году Королевы Мин. Убийство было совершено Гэнъёся, возможно с ведома или под покровительством японского правительства, так как императрица пыталась снизить влияние Японии в Корее. Журналист записал извинения потомков убийц.
С продолжением расследований обнаруживаются новые улики. Было заявлено, что японское правительство намеренно уничтожало отчёты о «женщинах для удовольствий» со станций утешения в Корее. В качестве доказательства этому называют японские инвентарные записи и списки персонала. Например, одно из имён в таком списке принадлежит «женщине для удовольствий», заявившей, что японцы принудили её к проституции. Она была записана медсестрой, как и ещё дюжина установленных «женщин для удовольствий», которые не являлись ни медсёстрами, ни секретаршами. В настоящее время правительство Южной Кореи разыскивает сведения о сотнях имён из подобных списков.
Сегодня укрывательство военных преступлений в Японии и других странах, например, Великобритании, постепенно разоблачается и сходит на нет. Проводится больше расследований. Причиной укрывательства в Великобритании было желание правительства этой страны поддерживать хорошие отношения с Японией в период Холодной войны. Тем временем исследователи и учёные продолжают критиковать Японию за то, что с их точки зрения является отказом от осведомлённости и полноценных извинений за военные преступления. Амитай Этциони из Institute for Communitarian Policy Studies, бывший ребёнком и живший в Германии когда нацисты пришли там к власти, в ответ на посещения храма Ясукуни премьер-министром Абэ заявил «В отличие от Японии, [Германия] встретила своё прошлое лицом к лицу, примирилась с ним и научилась у него. Япония должна сделать то же самое».
Тамаки Мацуока снял документальный фильм Torn Memories of Nanjing, включающий интервью с японскими ветеранами, признавшими изнасилования и убийства китайских гражданских лиц.
В качестве контраста к визитам Абэ в храм Ясукуни, в феврале 2015 года некоторую озабоченность вопросом выразил Японский императорский дом — который обычно не делает подобных заявлений — проблема была озвучена принцем Нарухито. Нарухито на своём 55-м дне рождения (23 февраля 2015) заявил, что «важно смотреть назад в прошлое смиренно и корректно», говоря о роли Японии в военных преступлениях во время Второй мировой войны. Также он выразил обеспокоенность по поводу актуальной необходимости «корректно передать трагический опыт и историю прошлого Японии поколениям, которые не имеют знаний о войне из первых рук, в то время, как [прямая, то есть современников] память о ней скоро исчезнет».

## Дополнительная информация

### Книги
- Barnaby, Wendy. The Plague Makers: The Secret World of Biological Warfare, Frog Ltd, 1999. ISBN 1-883319-85-4 ISBN 0-7567-5698-7 ISBN 0-8264-1258-0 ISBN 0-8264-1415-X
- Bass, Gary Jonathan. Stay the Hand of Vengeance: The Politics of War Crimes Trials. Princeton, NJ: Princeton University Press, 2000.
- Bayly, C.A. & Harper T. Forgotten Armies. The Fall of British Asia 1941-5 (London: Allen Lane) 2004
- Bergamini, David. Japan’s Imperial Conspiracy, William Morrow, New York, 1971.
- Brackman, Arnold C.: The Other Nuremberg: the Untold Story of the Tokyo War Crimes Trial. New York: William Morrow and Company, 1987. ISBN 0-688-04783-1
- Dower, John W.[англ.]. War Without Mercy: Race and Power in the Pacific War (англ.). — New York: Pantheon[англ.], 1987. — ISBN 0-394-75172-8.
- Endicott, Stephen and Edward Hagerman. The United States and Biological Warfare: Secrets from the Early Cold War and Korea, Indiana University Press, 1999. ISBN 0-253-33472-1
- Felton, Mark. Slaughter at Sea:  The Story of Japan's Naval War Crimes (англ.). — Annapolis, Maryland: United States Naval Institute, 2007. — ISBN 978-1-59114-263-8.
- Frank, Richard B.[англ.]. Downfall: The End of the Imperial Japanese Empire (англ.). — New York: Penguin Books, 1999.
- Gold, Hal. Unit 731 Testimony, Charles E Tuttle Co., 1996. ISBN 4-900737-39-9
- Handelman, Stephen and Ken Alibek. Biohazard: The Chilling True Story of the Largest Covert Biological Weapons Program in the World—Told from Inside by the Man Who Ran It, Random House, 1999. ISBN 0-375-50231-9 ISBN 0-385-33496-6
- Harries, Meirion; Susie Harries. Soldiers of the Sun: The Rise and Fall of the Imperial Japanese Army (англ.). — New York: Random House, 1994. — ISBN 0-679-75303-6.
- Harris, Robert and Jeremy Paxman. A Higher Form of Killing: The Secret History of Chemical and Biological Warfare, Random House, 2002. ISBN 0-8129-6653-8
- Harris, Sheldon H. Factories of Death: Japanese Biological Warfare 1932-45 and the American Cover-Up, Routledge, 1994. ISBN 0-415-09105-5 ISBN 0-415-93214-9
- Holmes, Linda Goetz. Unjust Enrichment: How Japan's Companies Built Postwar Fortunes Using American POWs (англ.). — Mechanicsburg, PA, USA: Stackpole Books[англ.], 2001.
- Holmes, Linda Goetz. Guests of the Emperor: The Secret History of Japan's Mukden POW Camp (англ.). — United States Naval Institute, 2010. — ISBN 978-1-59114-377-2.
- Horowitz, Solis. «The Tokyo Trial» International Conciliation 465 (November 1950), 473—584.
- Kratoksa, Paul. Asian Labor in the Wartime Japanese Empire: Unknown Histories (англ.). — M.E. Sharpe and Singapore University Press, 2005. — ISBN 0-7656-1263-1.
- Lael, Richard L. The Yamashita Precedent: War Crimes and Command Responsibility (англ.). — Wilmington, Del, USA: Scholarly Resources, 1982.
- Latimer, Jon, Burma: The Forgotten War, London: John Murray, 2004. ISBN 0-7195-6576-6
- MacArthur, Brian[англ.]. Surviving the Sword: Prisoners of the Japanese in the Far East, 1942–45 (англ.). — Random House, 2005. — ISBN 1-4000-6413-9.
- Minear, Richard H.[англ.]. Victor's Justice: The Tokyo War Crimes Trial (англ.). — Princeton, NJ, USA: Princeton University Press, 1971.
- Maga, Timothy P. Judgment at Tokyo: The Japanese War Crimes Trials (англ.). — University Press of Kentucky, 2001. — ISBN 0-8131-2177-9.
- Neier, Aryeh. War Crimes: Brutality, Genocide, Terror and the Struggle for Justice, Times Books, Random House, New York, 1998.
- Piccigallo, Philip R. The Japanese on Trial: Allied War Crimes Operations in the East, 1945–1951 (англ.). — Austin, Texas, USA: University of Texas Press, 1979.
- Rees, Laurence. Horror in the East, published 2001 by the British Broadcasting Company
- Seagrave, Sterling & Peggy. Gold warriors: America’s secret recovery of Yamashita’s gold, Verso Books, 2003. ISBN 1-85984-542-8
- Sherman, Christine. War Crimes: International Military Tribunal (англ.). — Turner Publishing Company[англ.], 2001. — ISBN 1-56311-728-2.-Detailed account of the International Military Tribunal for the Far East proceedings in Tokyo
- Tsurumi, Kazuko. Social change and the individual: Japan before and after defeat in World War II (англ.). — Princeton, USA: Princeton University Press, 1970. — ISBN 0-691-09347-4.
- Williams, Peter. Unit 731: Japan’s Secret Biological Warfare in World War II, Free Press, 1989. ISBN 0-02-935301-7
- Yamamoto, Masahiro. Nanking: Anatomy of an Atrocity (неопр.). — Praeger Publishers, 2000. — ISBN 0-275-96904-5.- A rebuttal to Iris Chang’s book on the Nanking massacre.

### Аудио- и видеоматериалы
- Minoru Matsui (2001), Japanese Devils, documentary with interview of veteran soldiers from the Imperial Japanese Army (Japanese Devils shed light on a dark past) CNN
  - Japanese Devils, Midnight Eye,
- The History Channel (2000). Japanese War Crimes: Murder Under The Sun (Video documentary (DVD & VHS)). A & E Home Video.